# Москва-2020
81-775/776/777 «Москва-2020» (экспортная торговая марка «Дейна») — модель электровагонов метрополитена, разработанная по заказу Московского метрополитена и выпускавшаяся ОАО «Метровагонмаш» с 2020 по 2023 год и Октябрьским электровагоноремонтным заводом (ОЭВРЗ) с 2020 по 2021 год. Вагоны модели 81-775 — моторные головные, 81-776 — моторные промежуточные, 81-777 — прицепные промежуточные. Технически модель представляет собой дальнейшее развитие вагонов 81-765/766/767 «Москва», но при этом содержит достаточно много конструктивных отличий от предшествующей, что позволяет ей эволюционно считаться новой серией. По состоянию на декабрь 2023 года для Московского метрополитена было выпущено 168 составов (40 семивагонных и 128 восьмивагонных). Семивагонные электропоезда эксплуатируются на Кольцевой линии, а восьмивагонные — на Большой кольцевой и Калужско-Рижской (с декабря 2020 года по март 2023 года и с июня 2023 года) линиях. Составы на Калужско-Рижской линии эксплуатировались в период с 2020 года по март 2023 года, затем их эксплуатация возобновилась в июне 2023 года.
Первоначально предполагалась эксплуатация поездов этой модели на Замоскворецкой линии, однако впоследствии они использовались на ней лишь для испытаний и обучения персонала, так как на эту линию начали поставлять поезда «Москва-2024», которые не имеют принципиальных технических отличий от поездов «Москва-2020» и являются их рестайлингом-модификацией.

## Производство и модификации
81-775/776/777
Первые упоминания о разработке нового типа поездов под названием «2020» появились в июле 2018 года. В январе 2020 года на ОАО «Метровагонмаш» завершалась сборка первых вагонов новой серии. Через некоторое время завод перешёл к их серийному производству. Позднее параллельное производство вагонов начал Октябрьский электровагоноремонтный завод (ОЭВРЗ).
В 2022 году электропоезда «Москва-2020» выпускались по заказу для Московского метрополитена в восьмивагонной составности. Ранее также выпускались поезда в семивагонной составности для Кольцевой линии. В 2020 году было построено 45 составов — 25 семивагонных и 20 восьмивагонных (пять восьмивагонных были изготовлены на ОЭВРЗ). В 2021 году было выпущено ещё 47 составов — 15 семивагонных и 32 восьмивагонных. В 2022 году выпущено 36 составов, а в 2023 году было произведено 37 составов. Всего с 2020 по 2023 год было выпущено 168 составов (40 семивагонных и 128 восьмивагонных), или 1304 вагона.
81-775.2/776.2/777.2

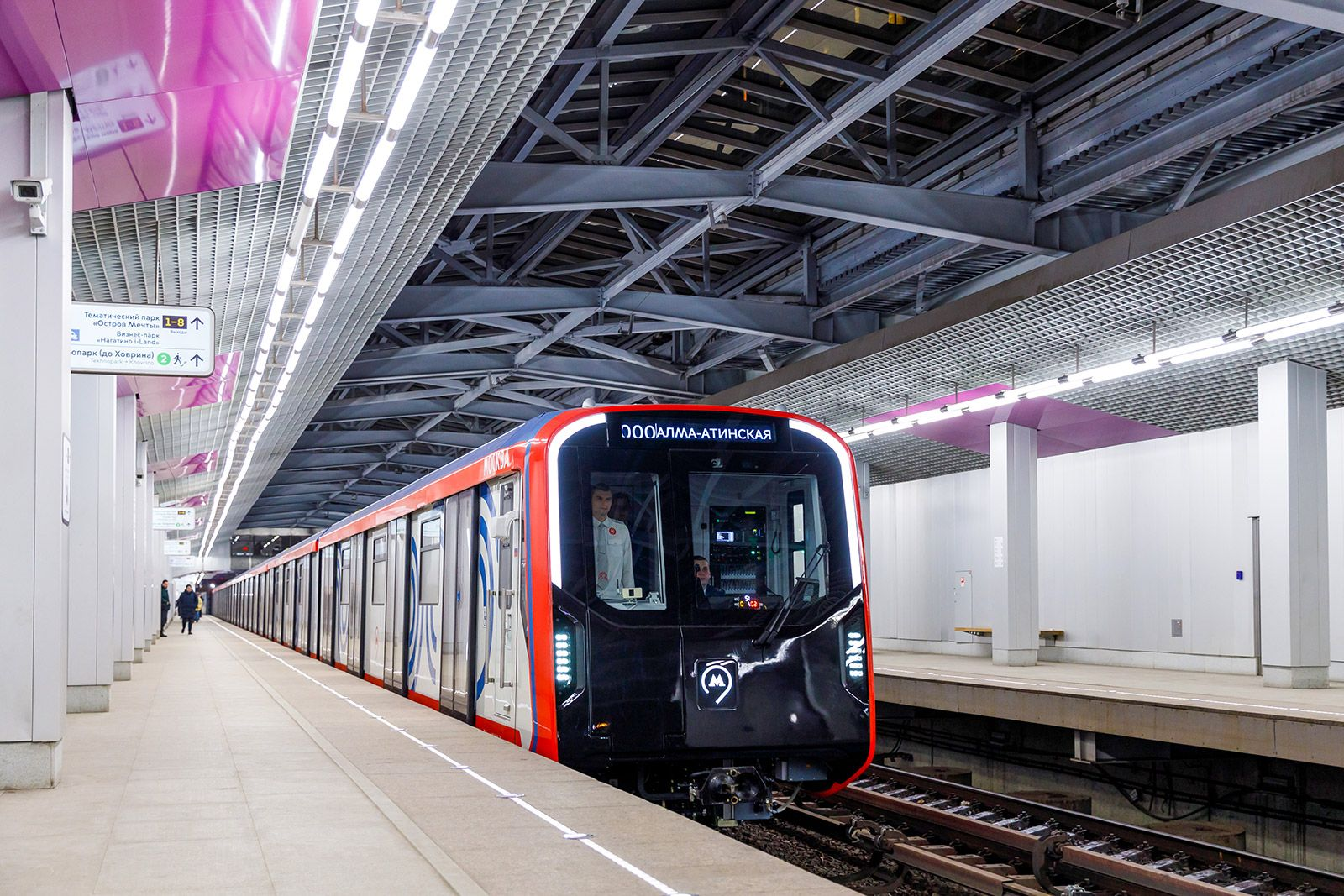
Электропоезд 81-775.2/776.2/777.2 Москва-2024 на станции Технопарк Замоскворецкой линии Московского метрополитена

Поезд под названием «Москва-2024» является рестайлингом-модификацией поезда «Москва-2020», его дизайн-проект был представлен Департаментом транспорта Москвы 31 августа 2023 года.
Сборка новых вагонов была начата на заводе «Метровагонмаш» в ноябре 2023 года. В январе 2024 года первый состав был собран и отправлен с завода в Московский метрополитен.
Общее количество выпущенных вагонов
Данные о выпущенных вагонах семейства 81-775/776/777 базовой модели и модификации .2 по состоянию на март 2025 года:
| Год выпуска | Модификация          | Вагонов на состав | Количество составов | Количество вагонов | Количество вагонов | Количество вагонов | Номера вагонов | Номера вагонов | Номера вагонов |
| Год выпуска | Модификация          | Вагонов на состав | Количество составов | 81-775 (Мг)        | 81-776 (Мп)        | 81-777 (Пп)        | 81-775 (Мг)    | 81-776 (Мп)    | 81-777 (Пп)    |
| 2020        | 81-775/776/777       | 8                 | 20                  | 40                 | 80                 | 40                 | 75001—75090    | 76001—76155    | 77001—77090    |
| 2020        | 81-775/776/777       | 7                 | 25                  | 50                 | 75                 | 50                 | 75001—75090    | 76001—76155    | 77001—77090    |
| 2021        | 81-775/776/777       | 8                 | 32                  | 64                 | 128                | 64                 | 75091—75184    | 76156—76328    | 77091—77184    |
| 2021        | 81-775/776/777       | 7                 | 15                  | 30                 | 45                 | 30                 | 75091—75184    | 76156—76328    | 77091—77184    |
| 2022        | 81-775/776/777       | 8                 | 36                  | 72                 | 144                | 72                 | 75185—75256    | 76329—76472    | 77185—77252    |
| 2023        | 81-775/776/777       | 8                 | 37                  | 74                 | 148                | 74                 | 75257—75336    | 76473—76632    | 77257—77336    |
| 2023        | 81-775.2/776.2/777.2 | 8                 | 1                   | 2                  | 4                  | 2                  | 75337—75338    | 76633—76636    | 77337—77338    |
| 2024        | 81-775.2/776.2/777.2 | 8                 | 36                  | 72                 | 144                | 72                 | 75339—75410    | 76637—76780    | 77339—77410    |
| 2025        | 81-775.2/776.2/777.2 | 8                 | 31                  | 62                 | 124                | 62                 | 75411—75472    | 76781—76904    | 77411—77472    |
| Всего       | 81-775/776/777       | 8                 | 128                 | 256                | 512                | 256                | 75001—75336    | 76001—76632    | 77001—77336    |
| Всего       | 81-775/776/777       | 7                 | 40                  | 80                 | 120                | 80                 | 75001—75336    | 76001—76632    | 77001—77336    |
| Всего       | 81-775.2/776.2/777.2 | 8                 | 68                  | 136                | 272                | 136                | 75337—75472    | 76633—76904    | 77337—77472    |

## Общие сведения
Вагоны моделей 81-775/776/777 «Москва-2020» предназначены для пассажирских перевозок на линиях метрополитенов с шириной колеи 1520 мм, электрифицированных боковым контактным рельсом напряжением 750 В постоянного тока. Поезда могут эксплуатироваться как на подземных, так и на наземных участках линий. Они являются дальнейшим развитием линейки 81-765/766/767 «Москва», унаследовали от них сквозные межвагонные переходы на протяжении всего поезда и эксплуатируются как состав постоянного формирования.
Стоимость одного нового вагона поезда «Москва-2020» составляет около 100 миллионов рублей, что в полтора раза дороже стоимости одного вагона предшественника, которая составляла 65 миллионов рублей.

### Составность

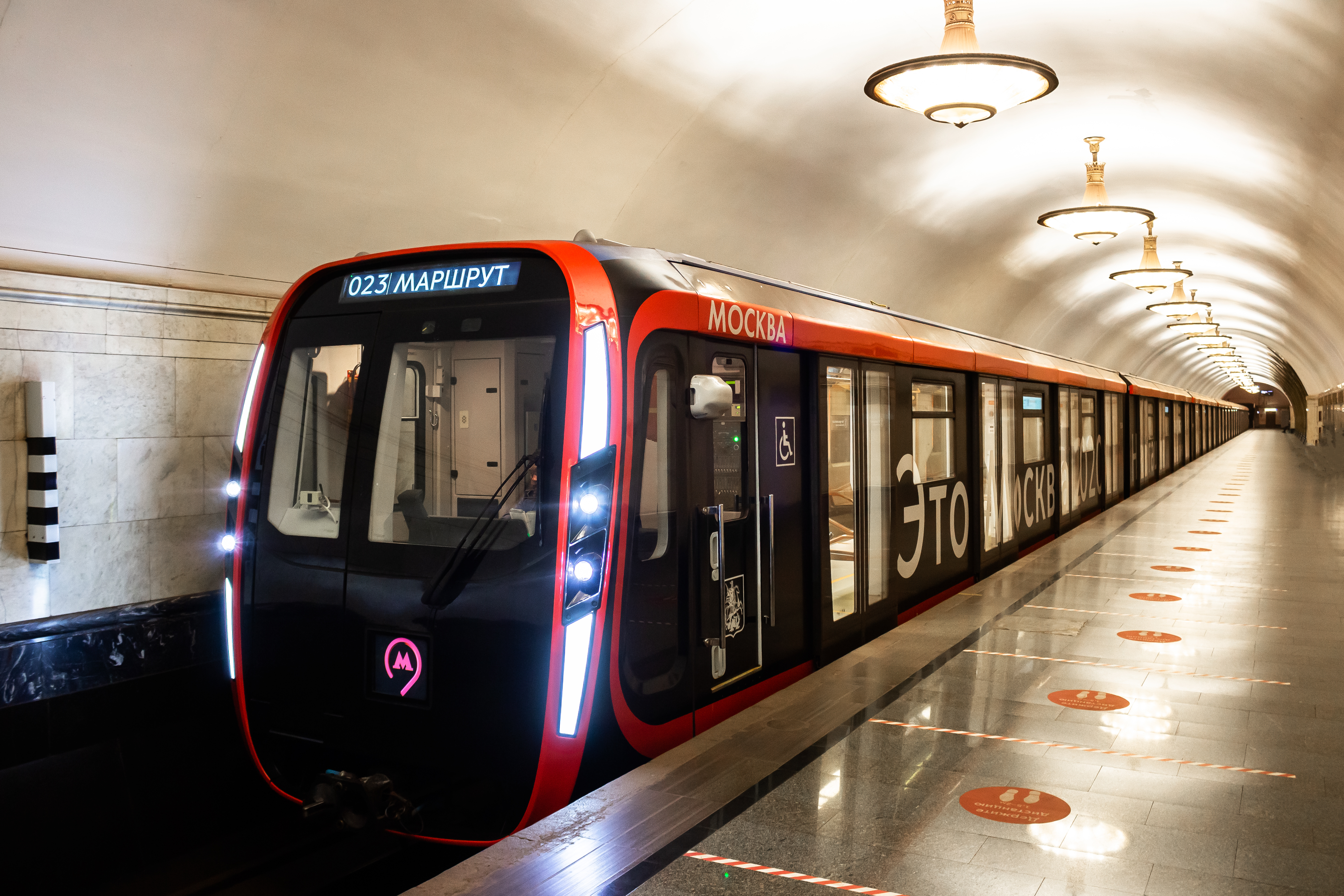
Электропоезд 81-775/776/777 «Москва-2020» в семивагонном исполнении на Кольцевой линии

Электропоезда в общем случае формируются из вагонов трёх типов: двух головных моторных вагонов (Мг) с кабинами управления модели 81-775 по концам состава, до четырёх промежуточных моторных (Мп) модели 81-776 и до двух промежуточных прицепных (Пп) (безмоторных) модели 81-777. Минимальное число вагонов в составе поезда — два (только головные вагоны), максимальное — восемь (два головных и шесть промежуточных). Составы для Московского метрополитена в восьмивагонном исполнении формируются по схеме Мг+Пп+Мп+Мп+Мп+Мп+Пп+Мг, то есть прицепные вагоны идут вторыми по счёту с обоих концов состава. На Кольцевой линии эксплуатируются составы в семивагонном исполнении по схеме Мг+Пп+Мп+Мп+Мп+Пп+Мг, то есть с одним отсутствующим моторным промежуточным вагоном.

### Нумерация и маркировка
Нумерация и маркировка вагонов 81-775/776/777 в целом аналогична применяемой для всех вагонов метро российского производства и осуществляется повагонно без присвоения номеров составам. Номера наносятся на обеих боковых стенах каждого вагона на уровне окон вблизи одного из межвагонных переходов; со стороны другого межвагонного перехода номер не наносится. Обозначение серии модели на вагонах отсутствует, и его можно увидеть только на табличках завода-изготовителя в салонах вагонов.
Вагоны 81-775/776/777, поставляемые в Москву, получают пятизначную нумерацию, однако при этом первые две цифры номера совпадают с двумя последними идентифицирующими цифрами модели вагона: 75xxx — для головных моторных вагонов (начиная с 75001), 76xxx — для промежуточных моторных (начиная с 76001), 77xxx — для промежуточных немоторных (начиная с 77001).

## Конструкция
Конструктивно вагоны 81-775/776/777 «Москва-2020» являются дальнейшим развитием вагонов 81-765/766/767 «Москва», но при этом по сравнению с предыдущими их модификациями имеют достаточно отличий от предшественника, позволяющих считаться новой серией. К изменениям относятся новый дизайн маски, сдвижные двери, более широкие дверные проёмы шириной 1,6 м вместо 1,4 м, просторный межвагонный переход шириной 1,6 м вместо 1 м, центральный проход меньшей ширины, боковые маршрутные табло снаружи поезда, компоновка салона с пятиместными сиденьями вместо шестиместных, обновлённая электроника и пульт управления. Начиная с третьего поезда появились некоторые изменения по сравнению с первыми двумя составами: на лобовой маске пропал экран, отображающий номер маршрута, а боковые табло переместились с нижней ниши внутри кузова на место оконной форточки.

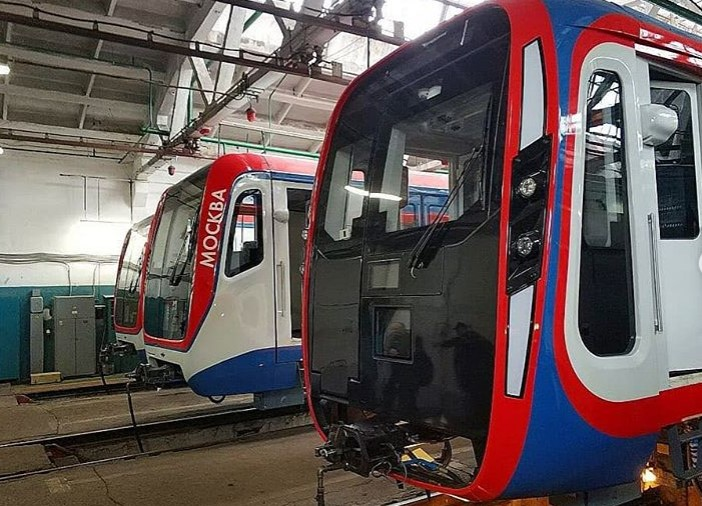
Лобовая часть кабины вагона 81-775 «Москва-2020» (справа) в сравнении с вагоном 81-765 «Москва» (слева)
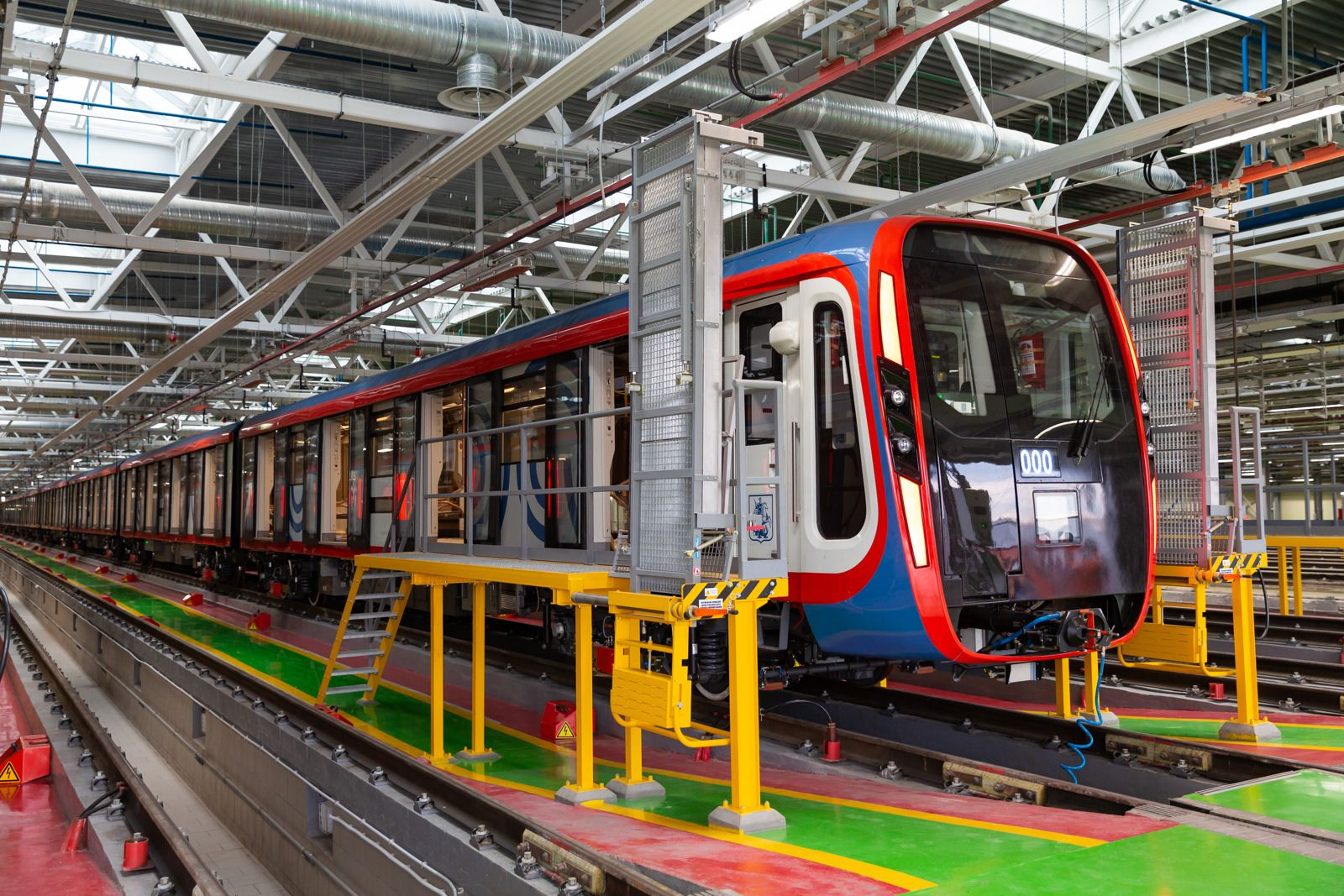
Общий вид состава
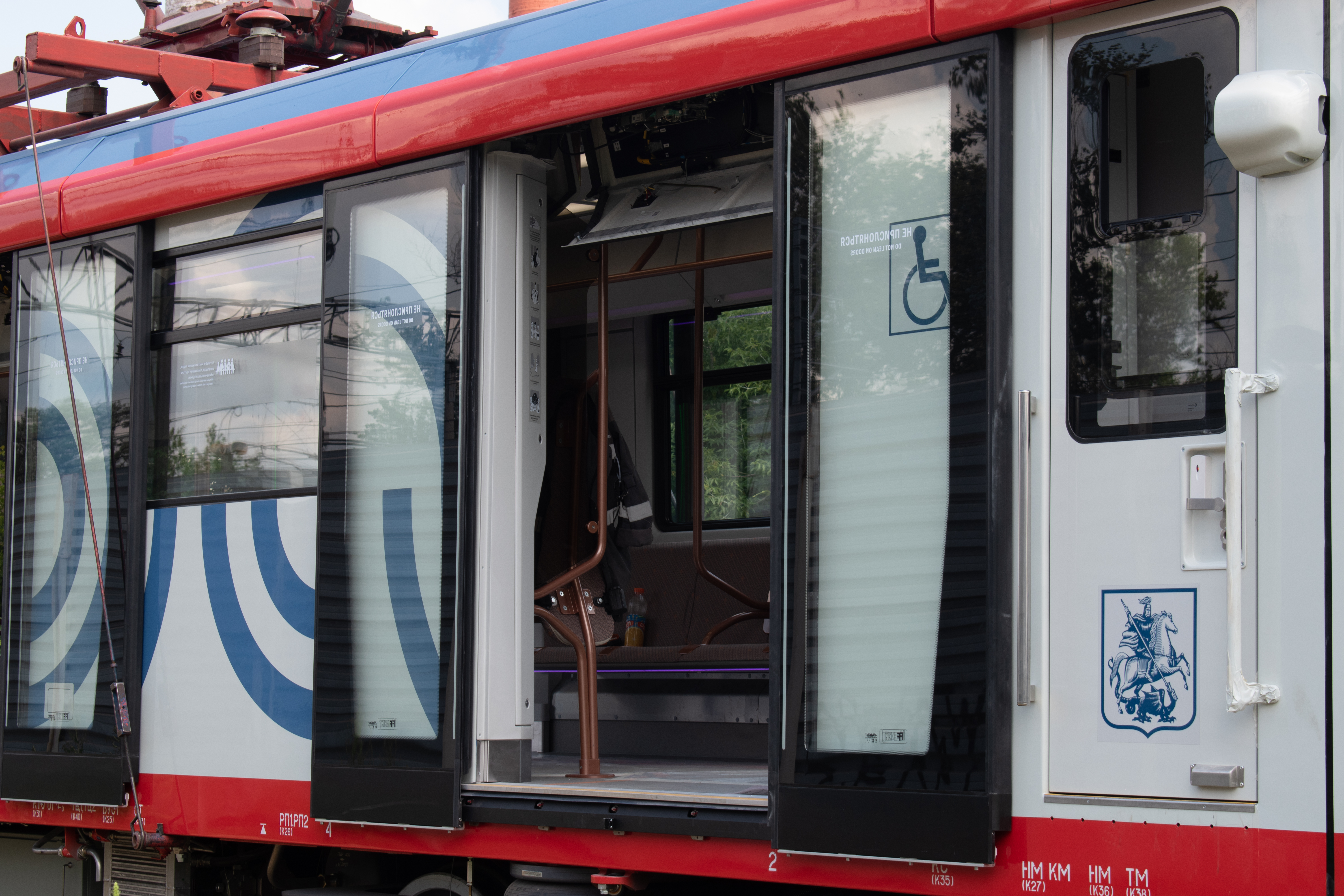
Сдвижные двери

### Тележки
Каждый вагон имеет две двухосные тележки с двухступенчатым пружинно-пневматическим адаптивным подвешиванием и тяговой передачей второго класса. В кузовной ступени подвешивания применяется центральное подвешивание на пневморессорах. На вагонах 81-775 и 81-776 устанавливаются моторные тележки, на вагонах 81-777 — безмоторные тележки с электропневматическим торможением. Моторные тележки имеют два индивидуальных для каждой оси тяговых привода. Колёсные пары тележек состоят из оси, двух колёс, двух букс и редукторного узла на моторных тележках. С состава 75225-75226 изменена форма рамы тележки и устанавливаются дисковые тормоза.

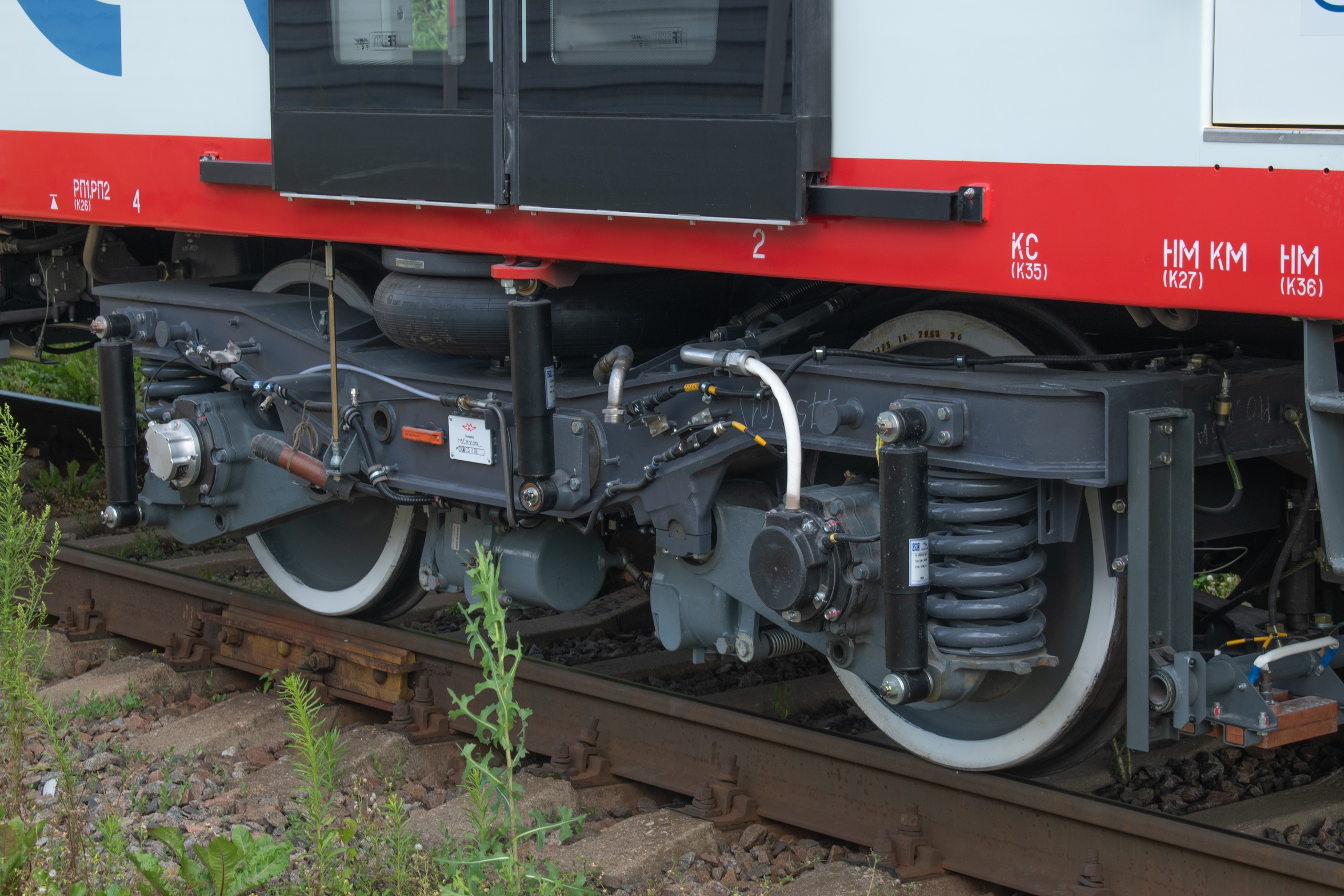
Тележка вагона
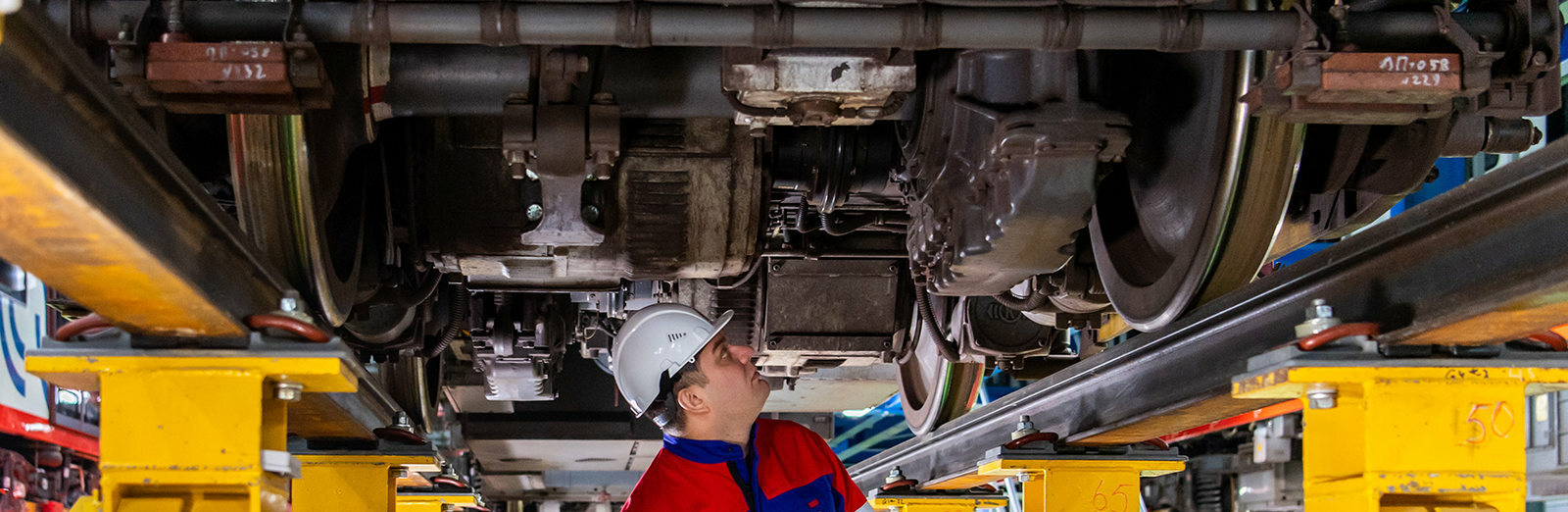
Тележка вагона снизу, вид на тяговый электродвигатель и редуктор

### Система аварийной тяги
В подвагонном оборудовании размещаются бортовые аккумуляторные батареи, позволяющие составу самостоятельно выехать из тоннеля в случае отключения напряжения на контактном рельсе и остановки поезда между станциями.

### Интерьер

#### Пассажирский салон

##### Планировка
Пассажирский салон вагонов «Москва-2020», в отличие от вагонов «Москва», оборудован автоматическими двустворчатыми сдвижными дверями вместо прислонно-сдвижных. Помимо увеличения ширины самих створок, по сравнению с вагонами «Москва» стёкла в них имеют заниженный нижний край и располагаются почти во всю высоту. Двери оборудованы системой противозажатия. Смена типа дверей потребовала уменьшения ширины кузова, чтобы сохранить внешние габаритные размеры вагона. Поэтому центральный проход в вагонах уже на 10-20 см, чем в вагонах прошлых поколений.
По бокам от дверей вдоль центрального прохода установлены пассажирские диваны, ориентированные лицом к проходу. У головных вагонов в передней части салон отделён от кабины стеной с дверью, расположенной справа от середины стены. Из-за увеличения ширины дверных проёмов установлены пятиместные сиденья вместо шестиместных, которые впервые после опытно-промышленных вагонов типа 81-720/721 «Яуза» отделены от дверных проёмов прозрачным стеклом. Диваны расположены между дверными проёмами с каждой стороны вагона и состоят из пяти раздельных сидячих мест каждый. Исключение составляет первый диван с правой стороны в головном вагоне: он состоит из двух мест ближе к середине вагона, а оставшееся пространство занимает накопительная площадка. Она увеличивает вместимость вагона, а также позволяет разместить крупногабаритный багаж, инвалидные и детские коляски. Для удобства пассажиров-инвалидов площадка оборудована вертикальной спинкой и ремнями для фиксации инвалидных кресел. В торцевых зонах в каждом углу со стороны правого борта относительно торцевой стены, если считать её задней, вместо двух полусидячих мест в виде наклонных выступов, установлены два полноценных сидячих места, а в углу со стороны левого борта — единый двухместный полусидячий наклонный выступ без разделения.
Всего головной вагон имеет 29 сидячих и 2 полусидячих места, а промежуточный — 34 сидячих и 4 полусидячих, что на 30 % меньше по сравнению с наиболее массовой серией вагонов 81-714/717 (262 и 372 сидячих места соответственно на восьмивагонный состав).

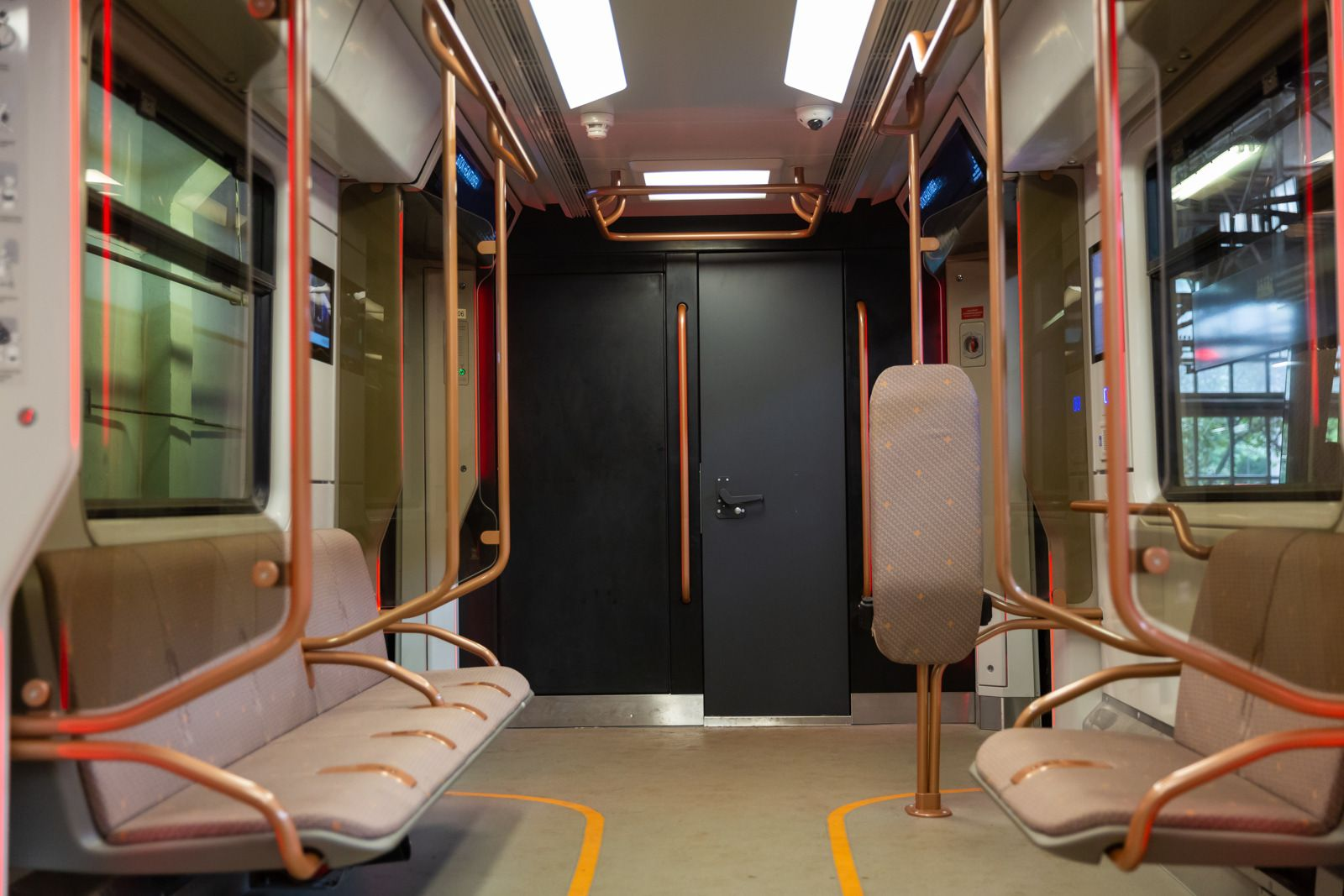
Салон передней части головного вагона. Справа видна накопительная площадка, спинка для инвалидов и двухместный диван
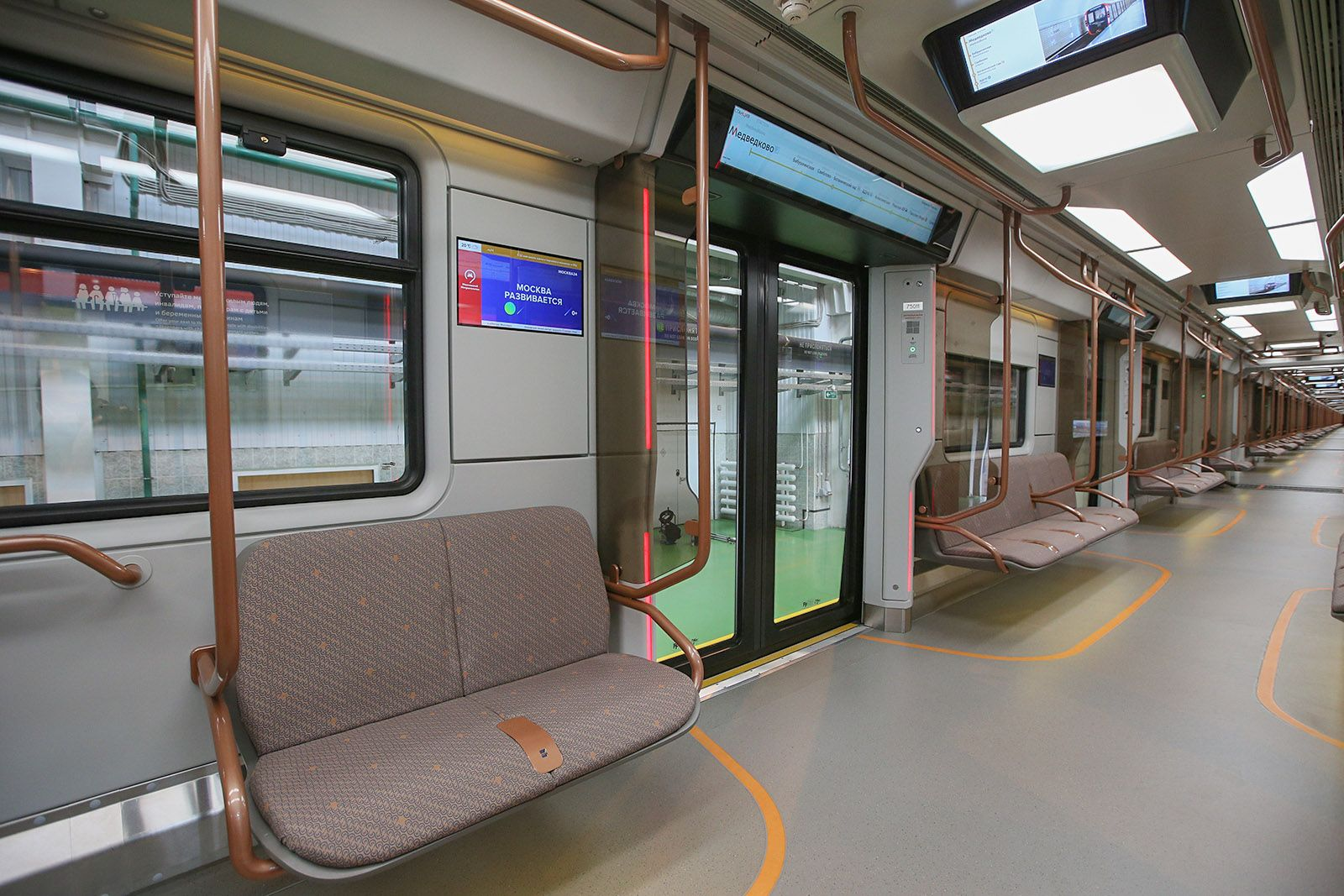
Салон головного вагона по правому борту. На переднем плане расположен двухместный диван за накопительной площадкой, далее — пятиместные
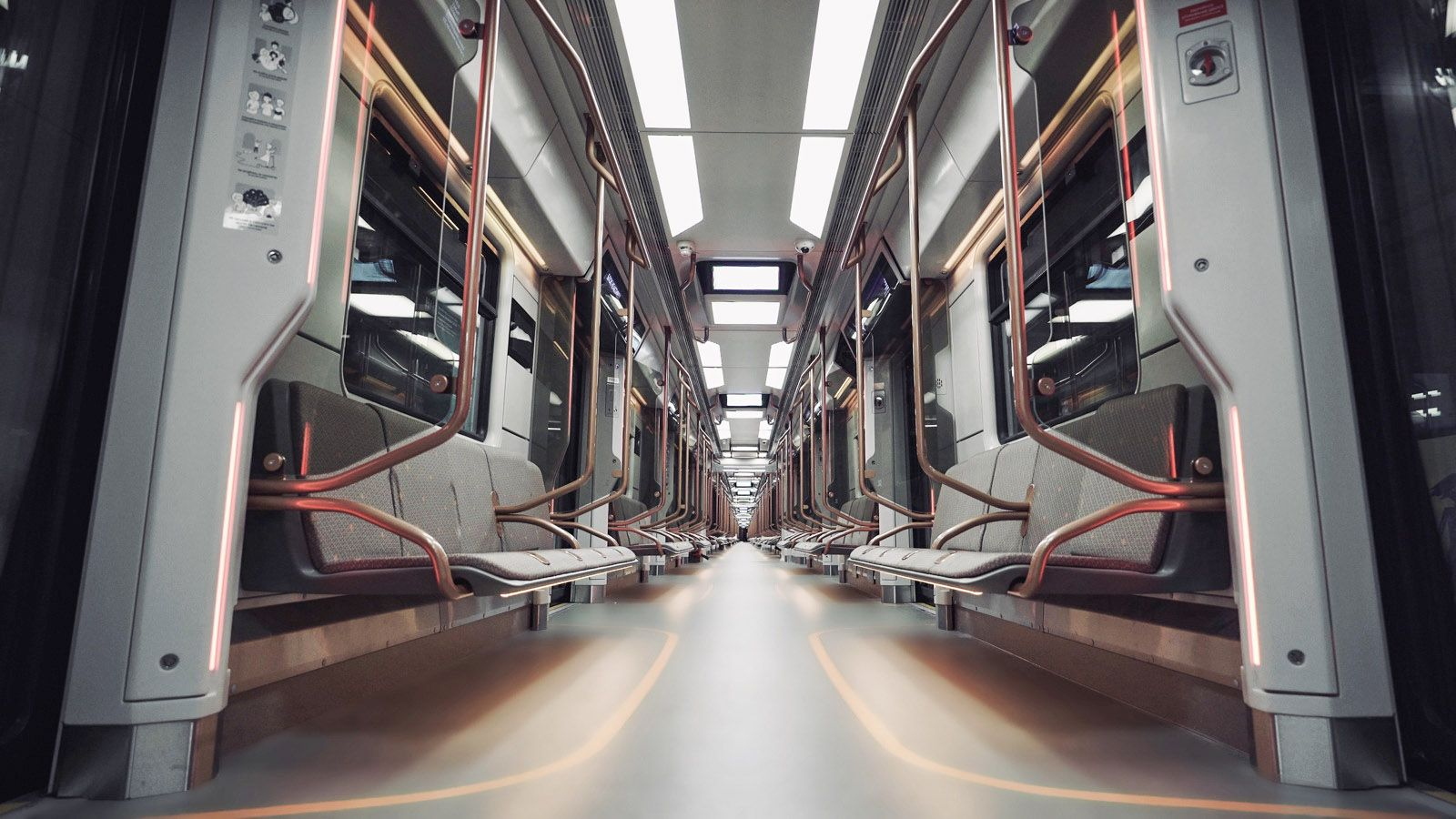
Салон поезда, общий вид
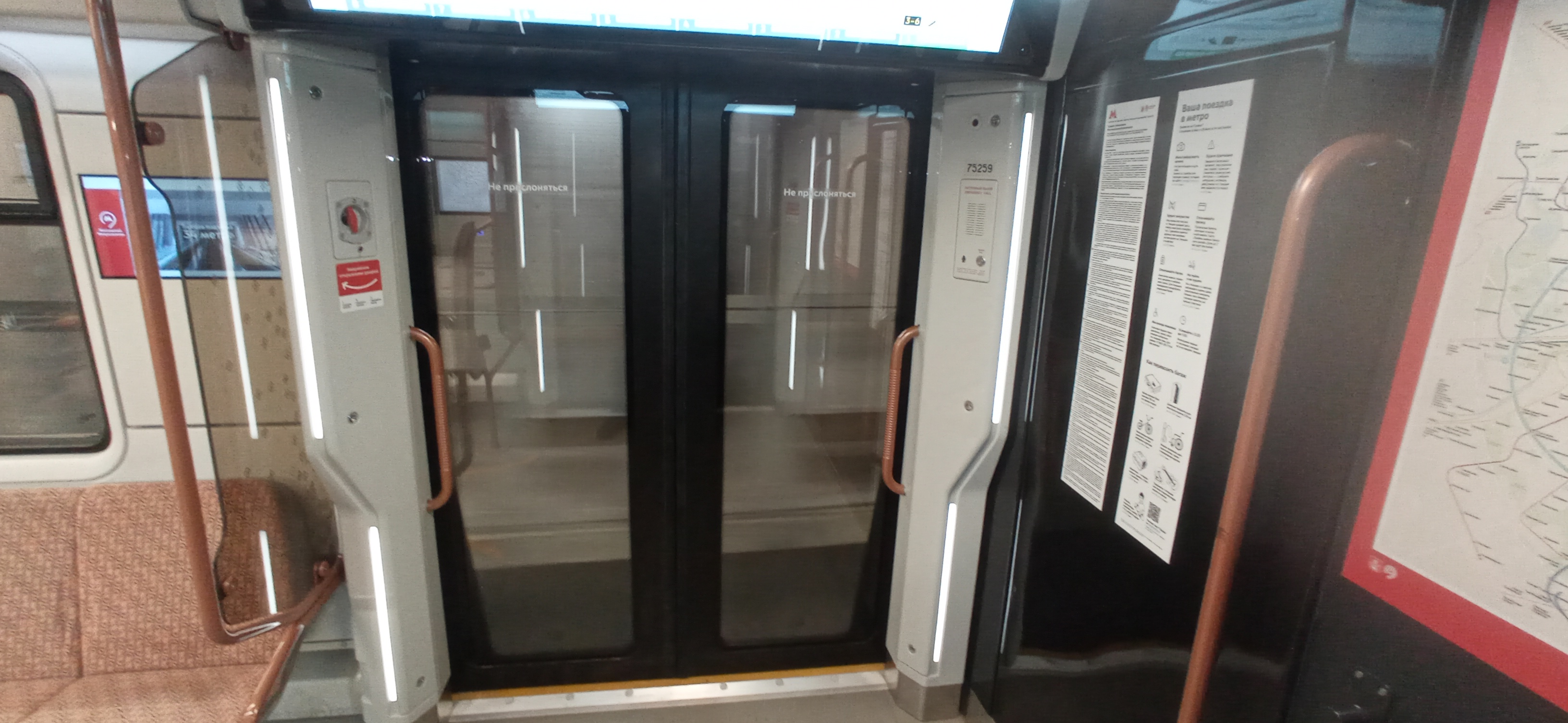
Поручни непосредственно у двери головного вагона

##### Отделка

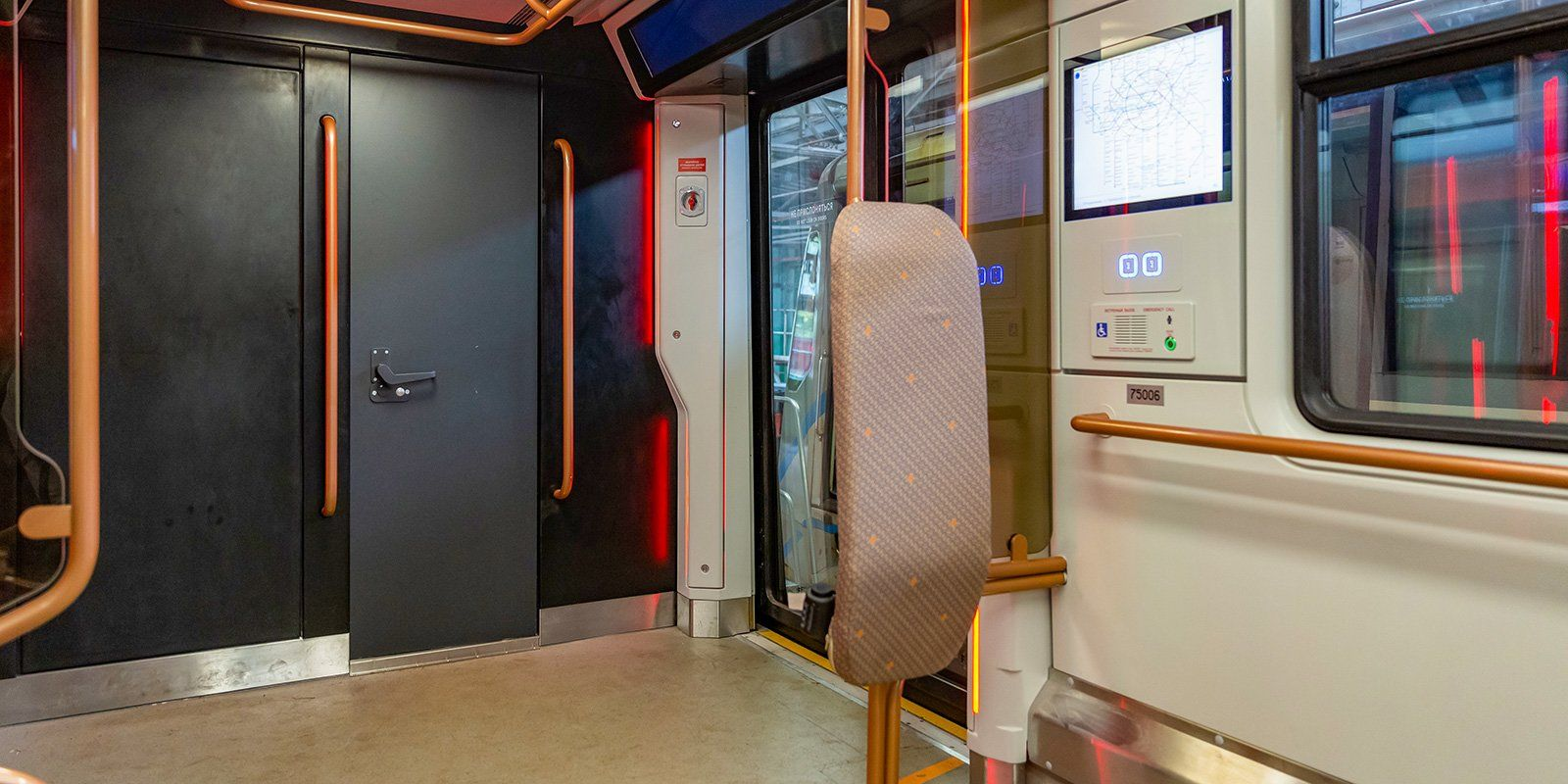
Салон передней части головного вагона. Справа видна накопительная площадка и спинка для инвалидов, на стене — сенсорный дисплей, две USB-розетки и устройство связи с машинистом

Цветовые решения салона были также изменены. На смену голубым оттенкам пришёл мягкий цвет «розовое золото», выбранный экспертами из числа пассажиров и дизайнеров. Данный цвет в ярком виде с оттенком оранжевого используется для окраски тёплых эргономичных поручней, которые покрыты тёплым материалом полностью (как и в серийных вагонах типа «Яуза»), а в более тусклом сероватом — для обивки сидений, украшенной узором из сдвоенных и логотипов московского метро, большинство из которых имеет чёрный цвет, а небольшое количество — жёлтый. Дверные створки и передняя стена, отделяющая кабину от пассажирского салона, имеют чёрный цвет; боковые стены, потолок и основания диванов — молочно-белый с розовато-золотым оттенком, а пол — серый, при этом по краям сидений на полу начерчен контур из жёлтой линии. Внизу стены обшиты серыми металлическими листами.

##### Вентиляция
Потолки вагонов имеют два ряда вентиляционных решёток, проходящих вдоль салона вблизи края основной горизонтальной части потолка. Как и все закупаемые в последние годы вагоны Московского метрополитена, поезда «Москва-2020» оборудованы принудительной системой вентиляции и системой автоматического обеззараживания воздуха. В каждом вагоне имеются две такие установки, встроенные в систему поддержания климата. Это компактные высокотехнологичные устройства, использующие амальгамные бактерицидные ультрафиолетовые лампы, аналогичные тем, которые установлены в специализированных медицинских учреждениях. При этом, верхняя часть большинства окон также открывается по принципу форточки для дополнительной подачи свежего воздуха.

##### Освещение

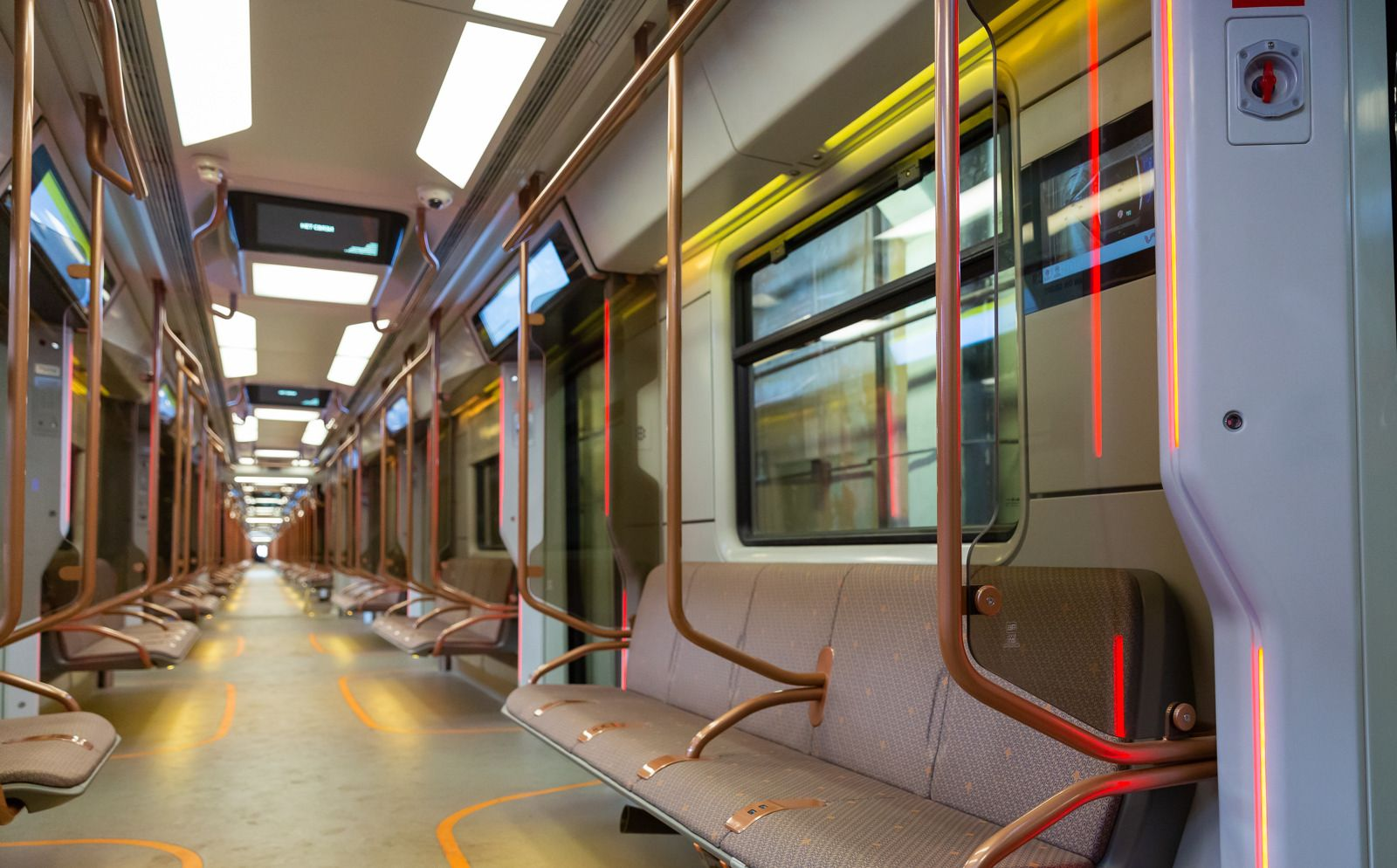
Подсветка салона

Вагоны Москва-2020 получили новую систему потолочного освещения. Вместо непрерывной световой линии, проходившей по центру потолка у вагонов «Москва», светильники стали раздельными. Над входными зонами между дверями по центру потолка стали располагаться широкие светильники прямоугольной формы, при этом у двух крайних дверных проёмов они встроены в небольшой корпус с незначительным занижением от уровня потолка, а у двух средних — в сильно заниженный корпус с наклонными панелями для LCD-мониторов. В зонах размещения сидений вместо центральных световых линий появились белые светильники в форме трапеции по краям потолка с широким основанием со стороны борта вагона перед вентиляционными решётками, при этом в основных зонах размещения сидений между зонами входа имеется четыре таких светильника (по два с каждой стороны), а в торцевых зонах — два (по одному с каждой стороны). Также узкие белые горизонтальные светильники расположены над входом в межвагонные переходы.
По краям угловых панелей по бокам от дверных проёмов установлены яркие вертикальные светодиодные полосы, которые сигнализируют пассажирам об открытии и закрытии дверей, загораясь зелёным цветом при открытии, мигая красным при закрытии или горя белым цветом в обычном режиме. Новым техническим решением по улучшению навигации стала светодиодная подсветка салона под сиденьями и над окнами в цвет линии, по которой следует поезд.

##### Системы информирования, видеонаблюдения и связи

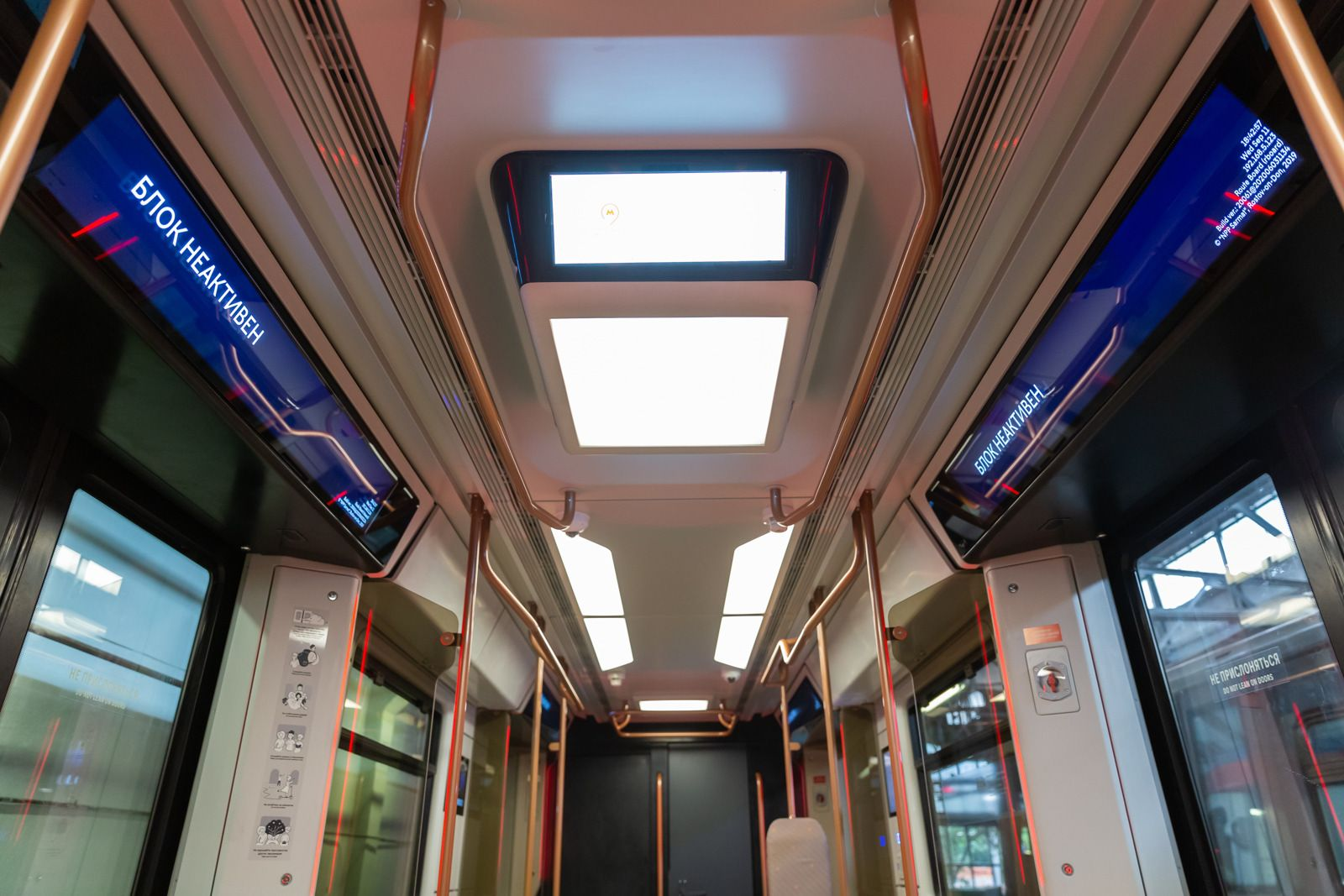
Потолочный LCD-дисплей, лампы и наддверные маршрутные табло

Для информирования пассажиров впервые в Московском метрополитене использованы консольные LCD-дисплеи под потолком диагональю 20 дюймов, расположенные напротив центрального прохода и встроенные в наклонённые вниз панели спереди и сзади корпуса светильника двух средних входных зон. Текст хорошо читается из любой точки салона за счет высокой чёткости изображения и широкого угла обзора. Для отображения линейной схемы маршрута и текущего местоположения поезда на нём над дверями установлены широкие цветные маршрутные табло диагональю 56 дюймов — на 17 процентов больше по сравнению с теми, что были в поезде «Москва». На боковых стенах вагона над полусиденьями в торцевых зонах всех вагонов и слева от окна в зоне накопительной площадки в головном вагоне, как и у предшественников, установлены интерактивные сенсорные дисплеи, с помощью которых пассажиры могут изучить схему метрополитена, найти нужную станцию, проложить маршрут, рассчитать время проезда и получить иную полезную информацию, однако при этом сенсорные экраны над полусиденьями были увеличены в 1,4 раза (вместо диагонали 19 дюймов теперь 27 дюймов) и получили вертикальную ориентацию, и лишь экраны в зоне накопительной площадки головного вагона сохранили привычный размер. Помимо русского, карты теперь поддерживают восемь языков: английский, французский, немецкий, испанский, китайский, казахский, таджикский и узбекский. Также небольшие цветные дисплеи для отображения видеорекламы, телетрансляций или иной информации встроены в боковые стены над всеми пятиместными диванами справа от окна между ним и дверным проёмом.
Заметным изменением для пассажиров стало увеличение количества USB-портов для зарядки мобильных устройств. Впервые USB-розетки появились в пространстве между пассажирскими сиденьями по две в промежутках между всеми сиденьями, кроме промежутка между вторым и третьим сиденьем каждого пятиместного дивана относительно его левого края, поскольку в этом промежутке к диванам крепятся поручни. Кроме того, по четыре USB-розетки с обрамляющим их подсвечиваемым контуром в виде квадрата со скруглёнными углами установлены в торцевых зонах над полусиденьями по бокам от сенсорных экранов (две слева и две справа), и ещё две — в головных вагонах в зоне накопительной площадки слева от окна по правому борту под сенсорным дисплеем. Каждый головной вагон имеет 40 USB-розеток (30 между сиденьями пяти пятиместных диванов, четыре между сиденьями двухместных, две у накопительной площадки и четыре над полусиденьем), а промежуточный — 48 (36 между сиденьями шести пятиместных диванов, четыре между сиденьями двухместных и по четыре над двумя полусиденьями). Всего в восьмивагонном составе количество USB-разъемов увеличилось в пять раз — 368 единиц вместо 72 у составов «Москва».
Поезд «Москва-2020» оснащён обновлённой системой видеонаблюдения. В каждом вагоне установлены по восемь салонных камер, а также оборудование для связи с единым диспетчерским центром (ЕДЦ), куда сразу передаётся видео- и аудиоинформация, что ускоряет время реагирования сотрудников метрополитена в любой нестандартной ситуации. На потолке по углам сидячих зон между первым и вторым и между третьим и четвёртым дверными проёмами установлены полусферические видеокамеры высокого разрешения и датчики пожарной сигнализации, чередующиеся попарно слева и справа. Также четыре камеры меньшего размера установлены справа от дверных проёмов на угловых панелях первой и третьей двери справа налево относительно каждого борта (то есть первой и третьей по левому и второй и четвёртой по правому борту вагона), а под ними расположены переговорные устройства связи «пассажир-машинист». Дополнительное переговорные устройства также установлены в зоне накопительных площадок головных вагонов слева от окна по правому борту под сенсорным дисплеем и USB-розетками.

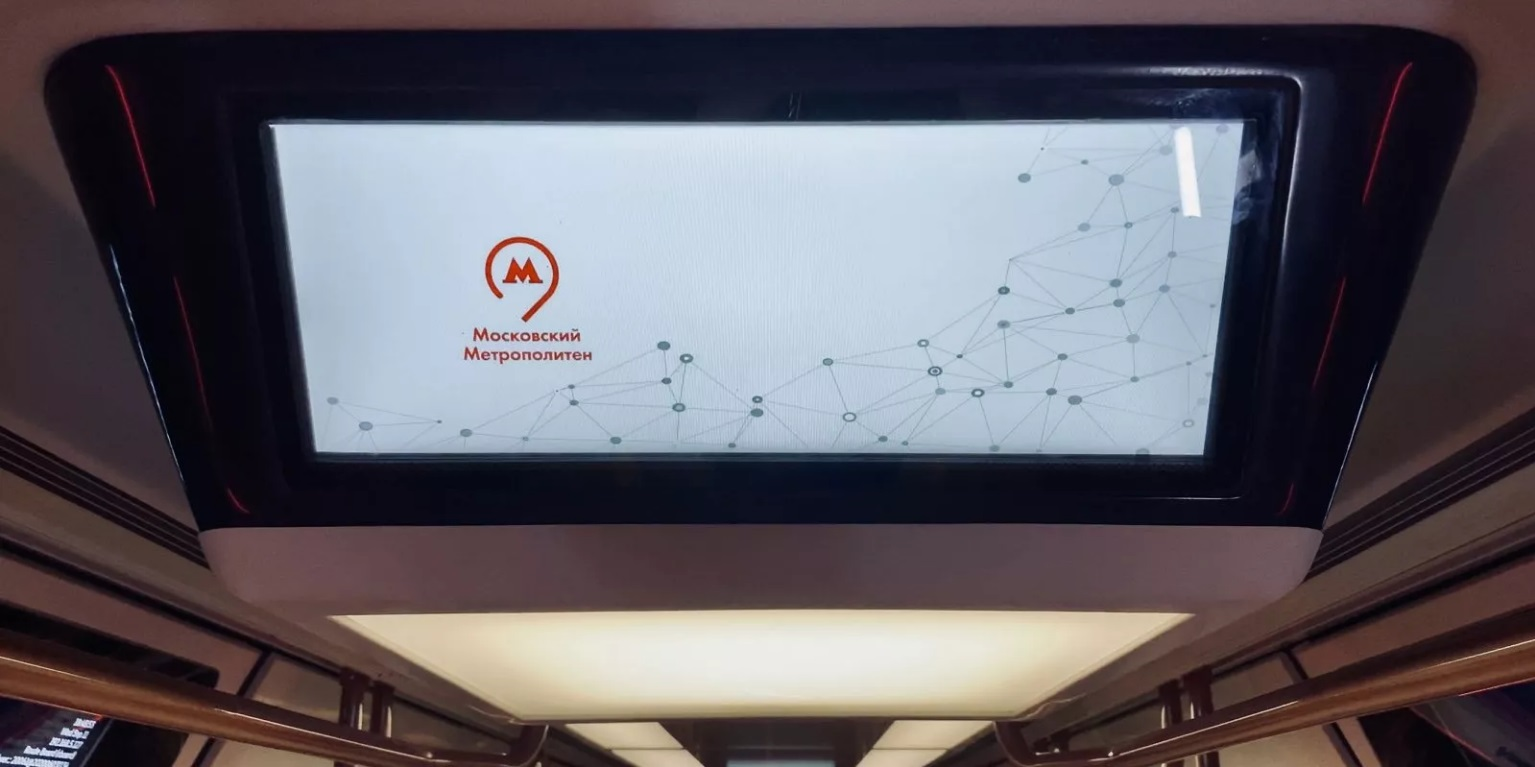
Наклонный потолочный LCD-дисплей и светильник над зоной входа
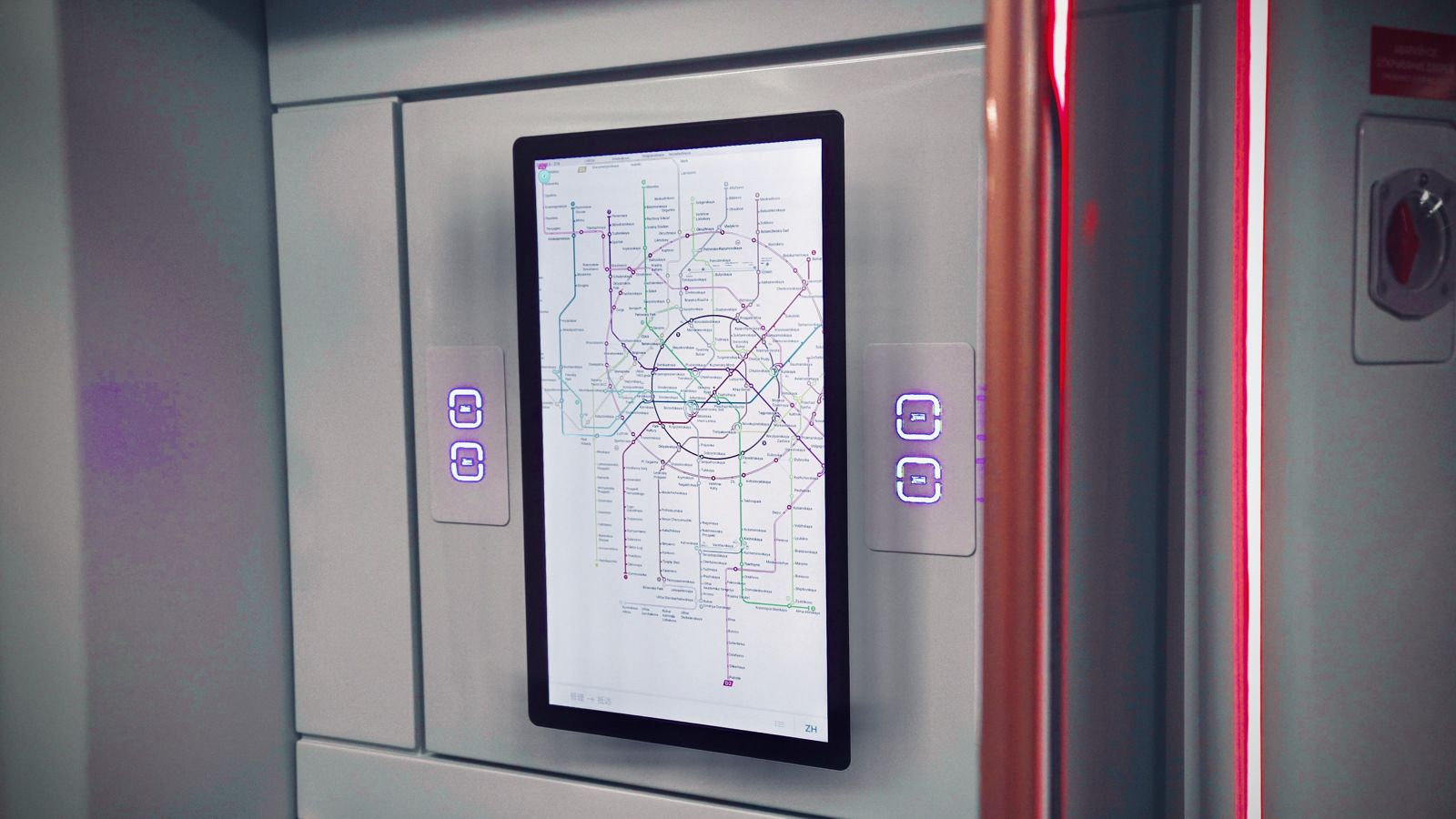
Сенсорный дисплей и USB-зарядки над полусиденьями
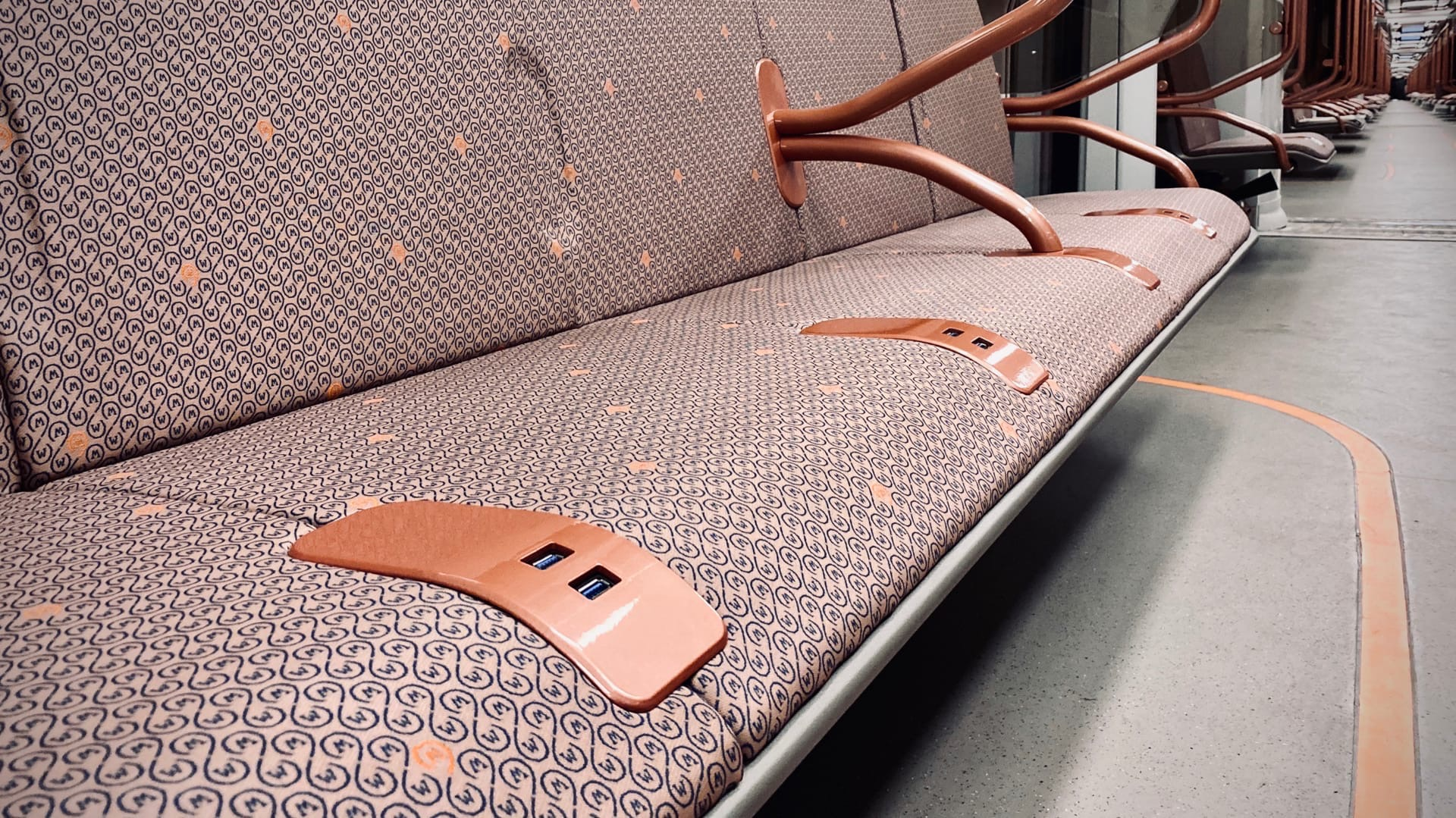
USB-зарядки между сиденьями

#### Кабина машиниста

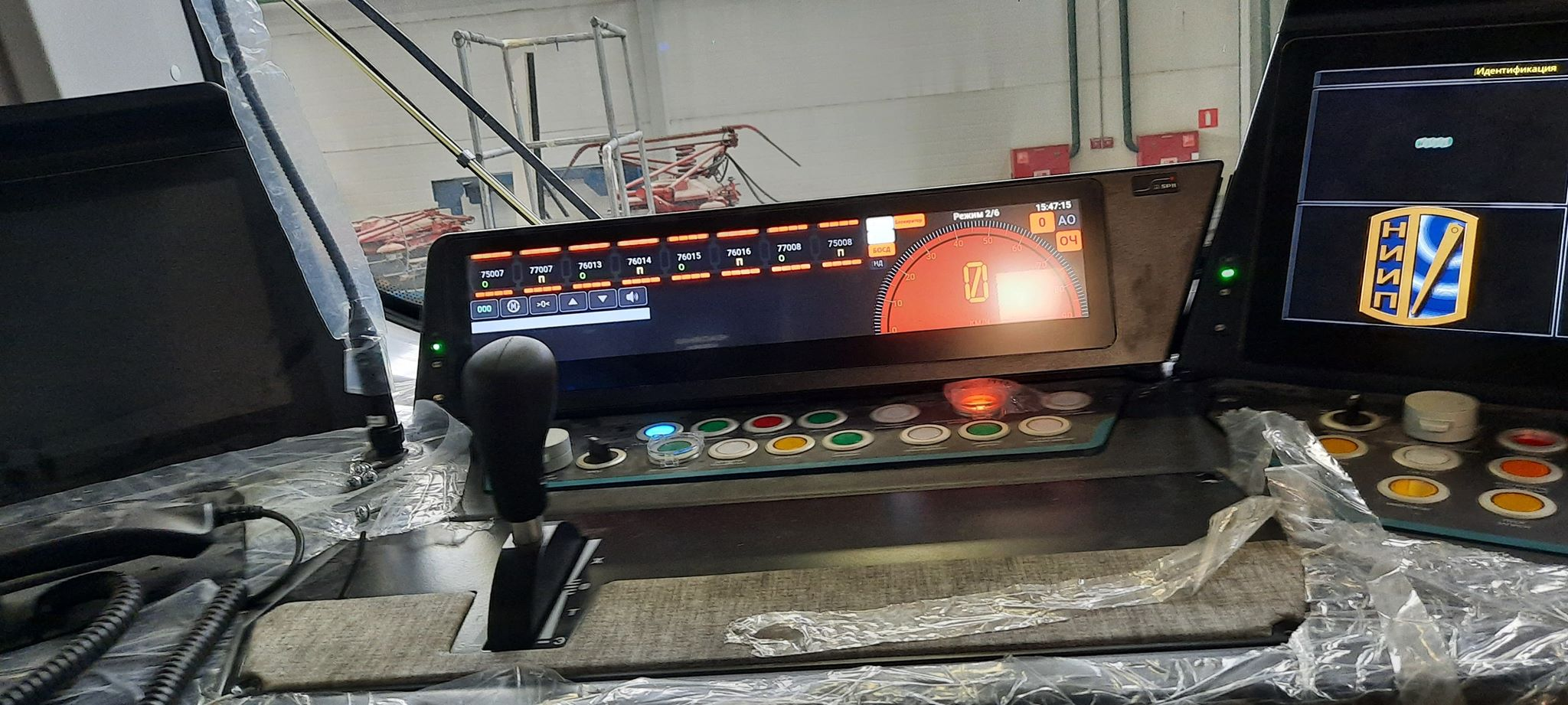
Пульт управления

Впервые вход в кабину машиниста осуществляется по индивидуальной карте доступа, которая также используется для запуска комплексной системы управления и обеспечения безопасности движения. Пульт машиниста в поезде нового поколения имеет улучшенные эргономические характеристики, а кнопок стало почти вдвое меньше — появились широкоформатные сенсорные мониторы. В кабине установлено удобное кресло с возможностью регулировки сиденья и подлокотников по высоте, можно изменять положение спинки. Кроме того, предусмотрены система регулировки поясничной опоры и три режима жесткости системы амортизации. Сиденье — с подогревом, как и лобовое стекло и подножка.
Кабина оснащена средствами контроля бдительности машиниста — педалью и кнопкой бдительности. Имеются системы интеллектуальной поддержки с визуальным и звуковым информированием о неисправностях и работе всех систем подвижного состава. Кроме того, кабина адаптирована к системе «Антисон», которая контролирует состояние машиниста во время движения поезда. Также в кабине машиниста установлены четыре камеры видеонаблюдения: одна контролирует обстановку в кабине, вторая направлена на путь, третья следит за работой машиниста, четвёртая — за зоной сцепки.

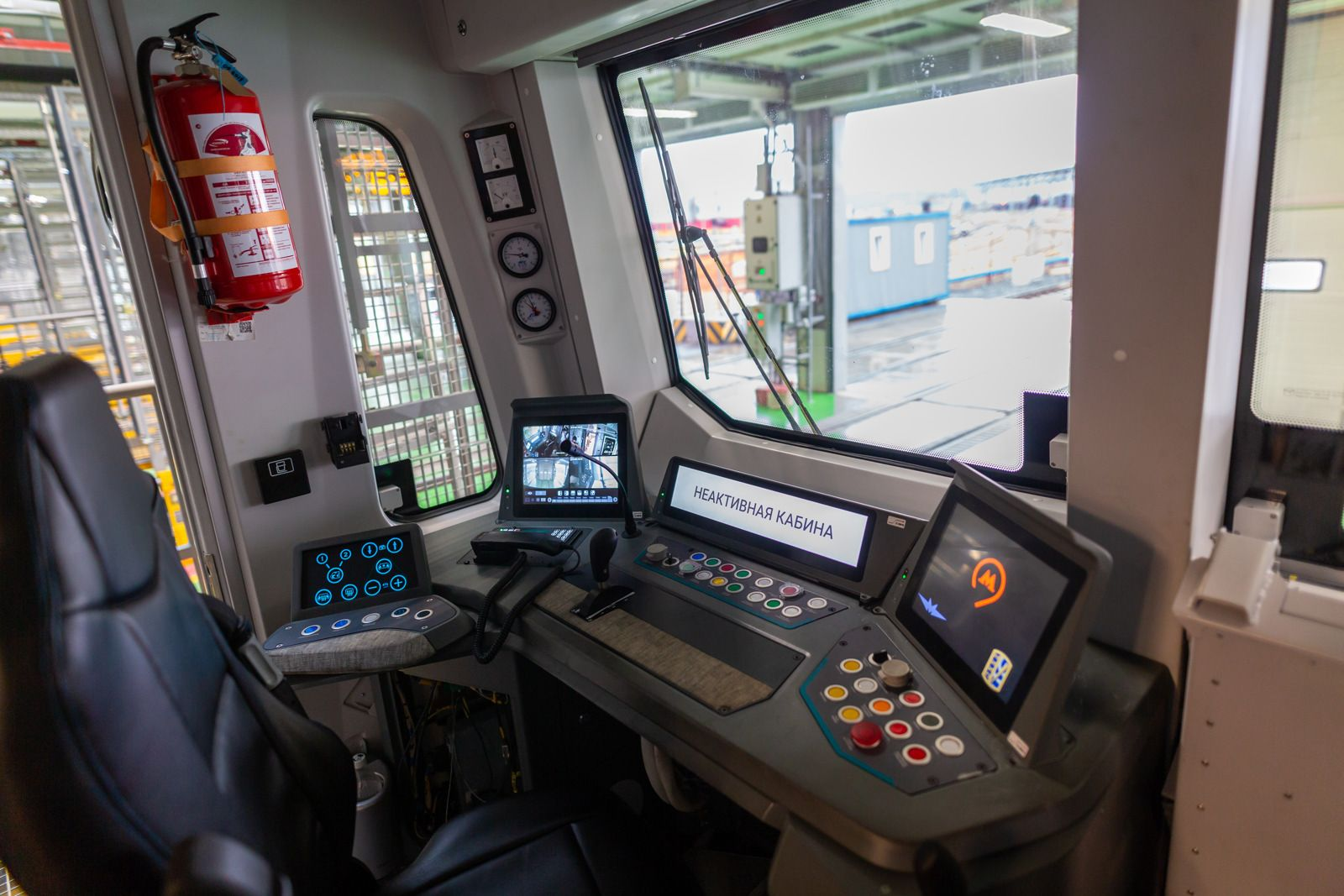
Общий вид передней части кабины
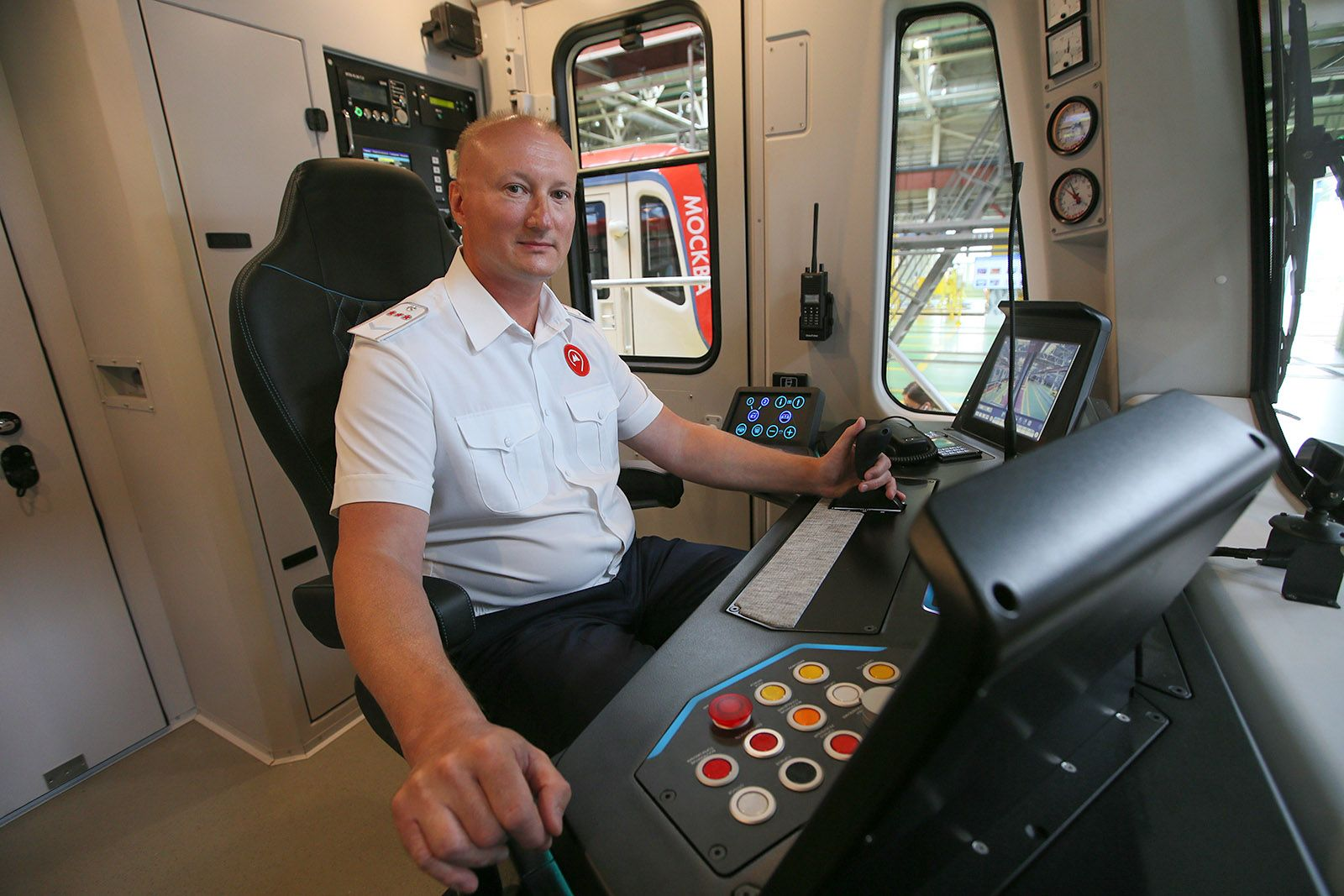
Вид на левую стенку кабины с правой стороны

## Испытания и эксплуатация
В ночь с 16 на 17 апреля 2020 года первый восьмивагонный состав серии прибыл в Московский метрополитен в электродепо «Сокол». Вечером 17 апреля он был отправлен в электродепо «Свиблово» для проведения испытаний на Калужско-Рижской линии. До конца месяца поступил второй восьмивагонный состав.
В начале июля 2020 года один из поездов проходил обкатку на Некрасовской линии. В середине месяца 3-й состав серии проходил заводскую обкатку на территории ОАО «Метровагонмаш», головные вагоны поезда были временно оснащены верхними токоприёмниками пантографного типа для возможности питания от железнодорожной верхней контактной сети в условиях отсутствия контактного рельса. В конце месяца состав поступил в электродепо «Красная Пресня» для прохождения обкатки на Кольцевой линии.
5 сентября 2020 года в электродепо «Митино» поезд был впервые официально представлен мэру города и журналистам. В этом же месяце началась обкатка составов на Солнцевской и Большой кольцевой линиях. 6 октября 2020 года семивагонный состав модели «Москва-2020» совершил первую поездку с пассажирами на Кольцевой линии. 1 декабря 2020 года была начата пассажирская эксплуатация восьмивагонных поездов на Калужско-Рижской линии, которые завершили эксплуатацию в марте 2023 года и были переданы в депо «Замоскворецкое» и «Нижегородское» Большой кольцевой линии в связи с её полным замыканием. С конца октября 2021 года по март 2023 произошла передача составов «Москва-2020» с Калужско-Рижской на Большую кольцевую линию. В июне 2023 года 5 составов «Москва 2020» (по состоянию на 21 июля) были переданы в электродепо «Калужское» и снова начали работу на Калужско-Рижской линии.

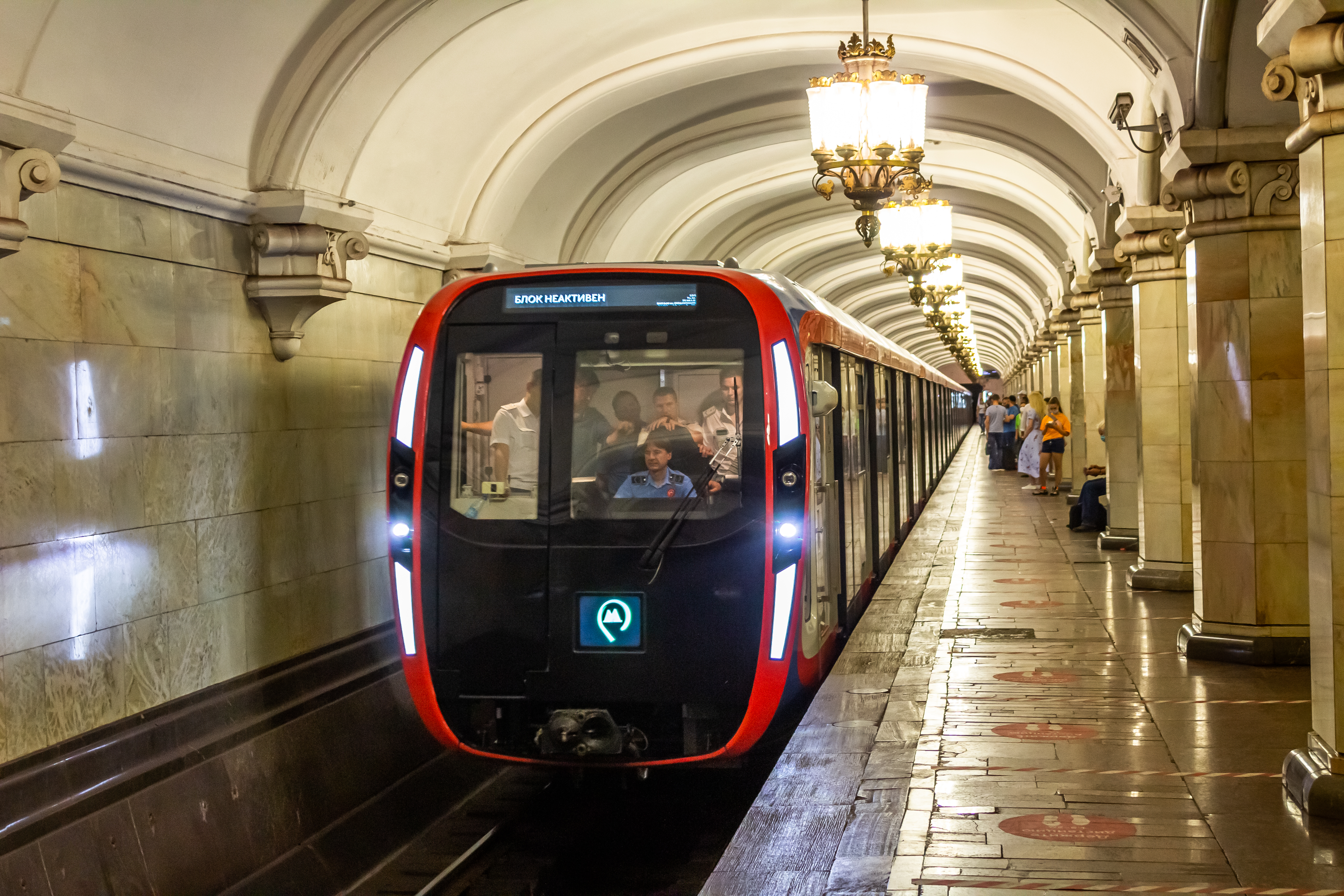
Обкатка третьего состава на Кольцевой линии, станция «Комсомольская»
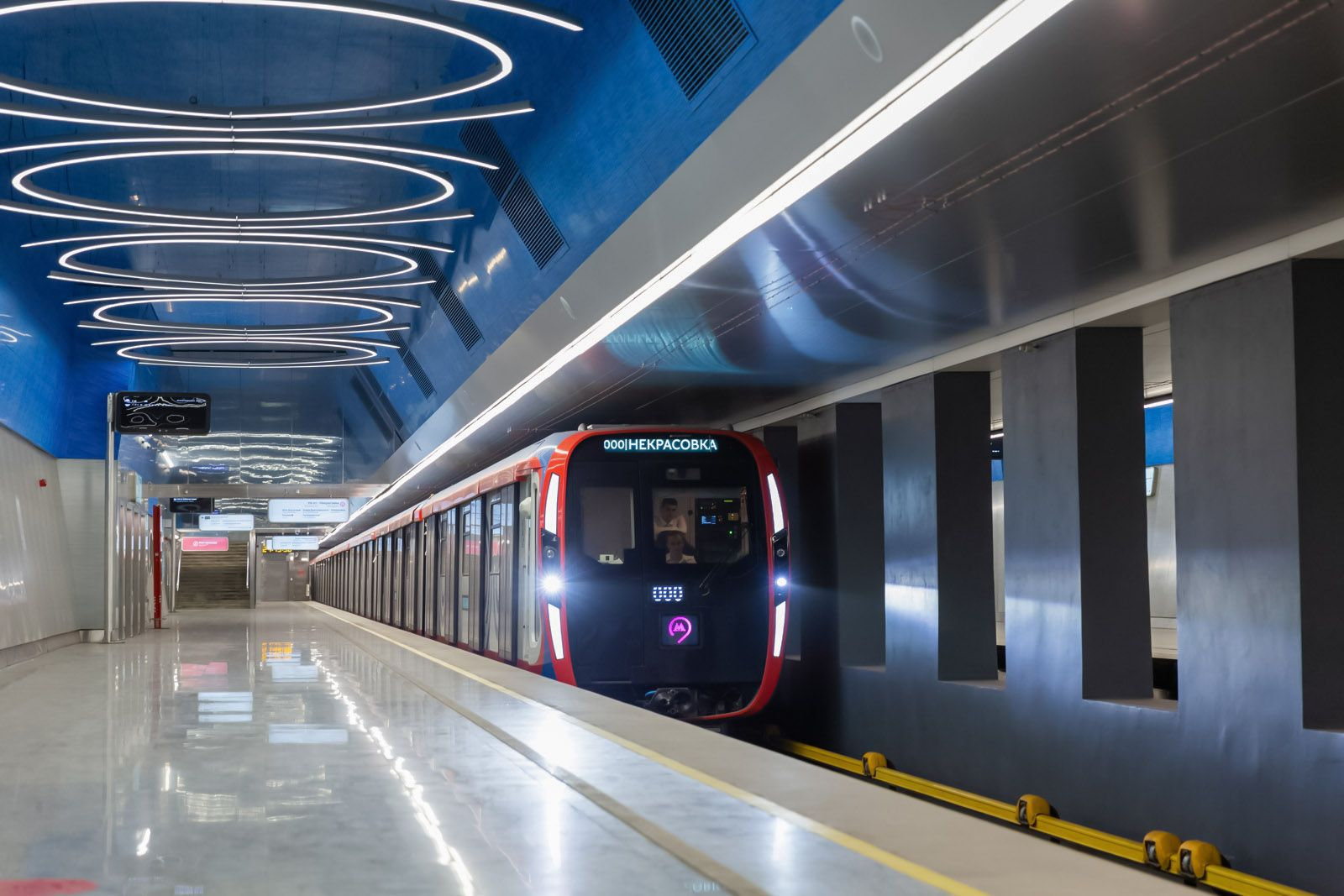
Обкатка состава на Некрасовской линии, станция «Окская»
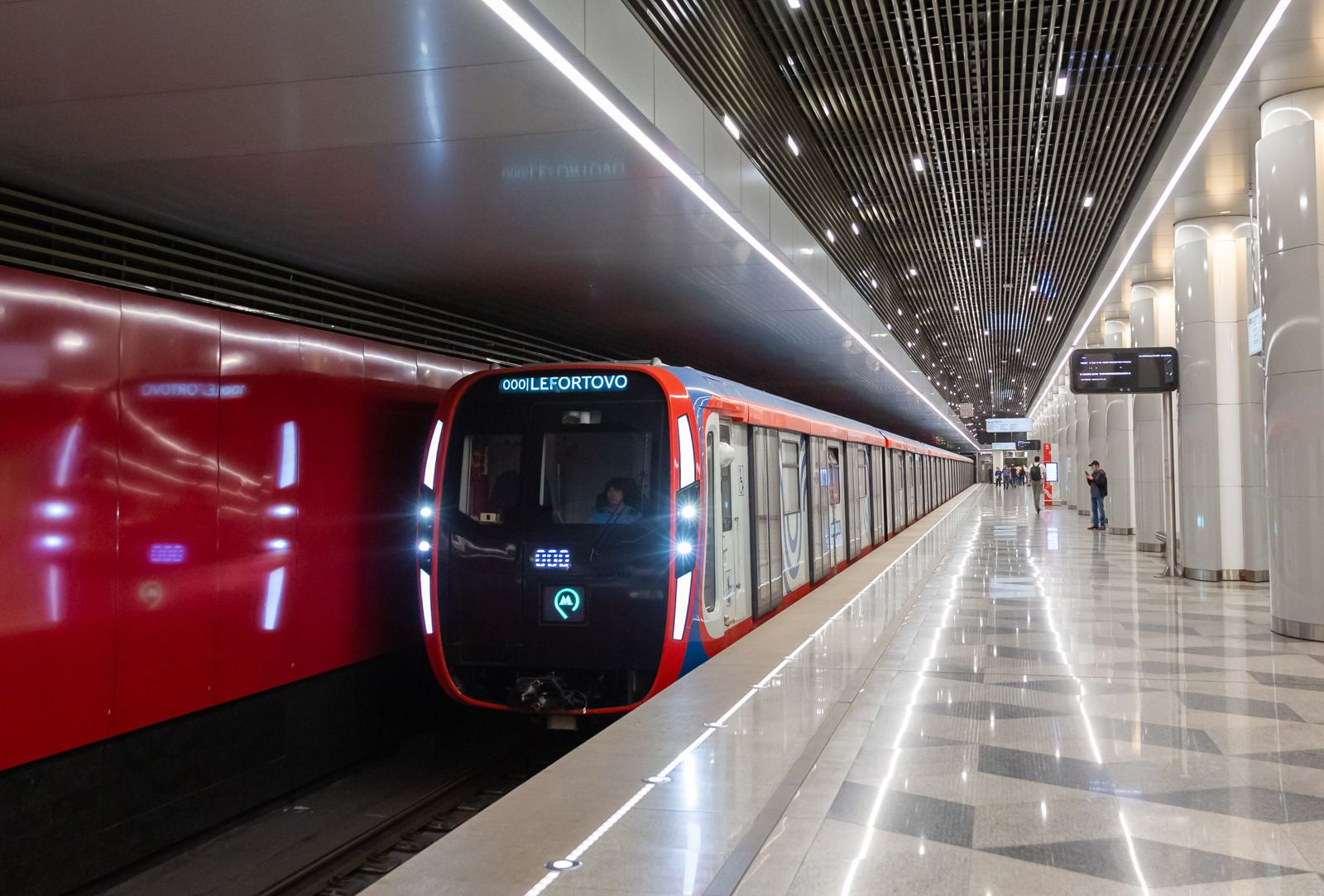
Обкатка состава на Некрасовской линии, станция «Некрасовка»

- Прибытие и отправление поезда в чёрном оформлении, станция «Курская» Кольцевой линии
- Поездка на тематическом бирюзовом поезде Сердце Московского метро по Большой кольцевой линии, участок «Каховская»—«Варшавская»
- Поездка на поезде по Калужско-Рижской линии, участок «Калужская»—«Тёплый Стан»

## Тематические поезда
В процессе эксплуатации отдельные составы «Москва-2020» получали тематическое оформление экстерьера и интерьера, посвящённое какой-либо теме или событию. От обычных поездов в окраске бренда «Московский транспорт» они отличаются наличием наклеенной снаружи кузова цветной плёнки с тематическим оформлением, а внутри салона нередко также размещаются обои, фотографии, рисунки и постеры, посвящённые теме оформления поезда. Часть тематических поездов, например новогодние, эксплуатируются в тематическом оформлении непродолжительное время (например, две недели), другие могут эксплуатироваться на более долгосрочной основе.

### Новогодние поезда
В сезон нового 2022 года с 17 декабря 2021 по февраль 2022 на Кольцевой линии был запущен первый тематический поезд «Москва-2020» в новогоднем оформлении с головными вагонами № 75153—75154. Снаружи поезд был обклеен плёнкой красного цвета со снежинками, цифрами «2022» и артами «Два сердца столицы» на лобовой части и по бокам вагонов.
С 27 декабря 2022, а также в сезон 2023 года — с по 5 января 2023 года курсировало уже шесть новогодних поездов этой серии — три на Кольцевой (составы с вагонами № 75075—75076, № 75087—75088 и № 75109—75110) и три на Большой кольцевой линии (составы № 75211—75212, 75223—75224, 75229—75230). Пять из них имели стандартное оформление с золотистыми обводами по бокам кабины и боковых стен вместо красных полос и тёмно-синими стенами, украшенными золотыми и белыми снежинками артами «Два сердца столицы», цифрами 2023 и надписью «С Новым годом!», а состав с вагонами № 7507—75076 получил специальное оформление в виде серых листов с наклеенными на них блестящими кристаллами (всего — 23,8 миллиона кристаллов). Лобовая часть поезда изначально сохранила чёрный цвет, но чуть позже также была обклеена блестящей серебристой плёнкой. Салоны поездов не имели каких либо дополнительных декораций.
С 27 декабря 2023 года было запущено пять новогодних поездов «Москва-2020» — три на Кольцевой (составы № 75075—75076, 75087—75088 и № 75109—75110 — те же, что и в 2022 году) и два на Большой кольцевой линии (составы № 75161—75162 и № 75209—75210). Состав № 75075—75076 вновь получил тематическое оформление, неофициально названное «Вязаный поезд». Оформление присутствовало как снаружи, так и внутри. Основным цветом оформления стал красный, как и у поезда 2022 года, но снаружи на красной плёнке наклеили объёмные фигуры в форме стрелочек, напоминающие вязаный шерстяной свитер. Стёкла дверей и окон снаружи обклеены аналогичным зелёным узором, а на сам поезд также нанесены белые снежинки, полукруглые узоры с надписями «2024»; все стёкла салона были обклеены снежинками. Внутри стены поезда также были обклеены красной плёнкой в виде красного свитера, а потолок — зелёной со снежинками. Остальные поезда получили фиолетовую ливрею с фоновым артом ночного города, рисунками ёлок, ёлочных игрушек и снежинок по бокам, оформления не было.

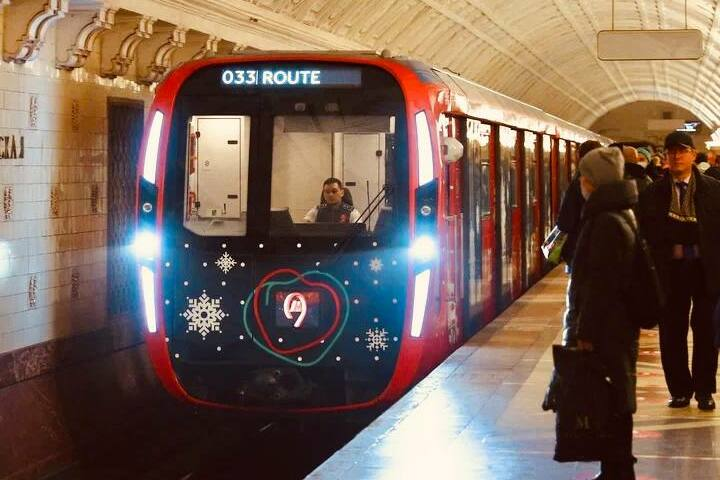
Новогодний поезд 2022 в красном оформлении на станции «Белорусская» Кольцевой линии
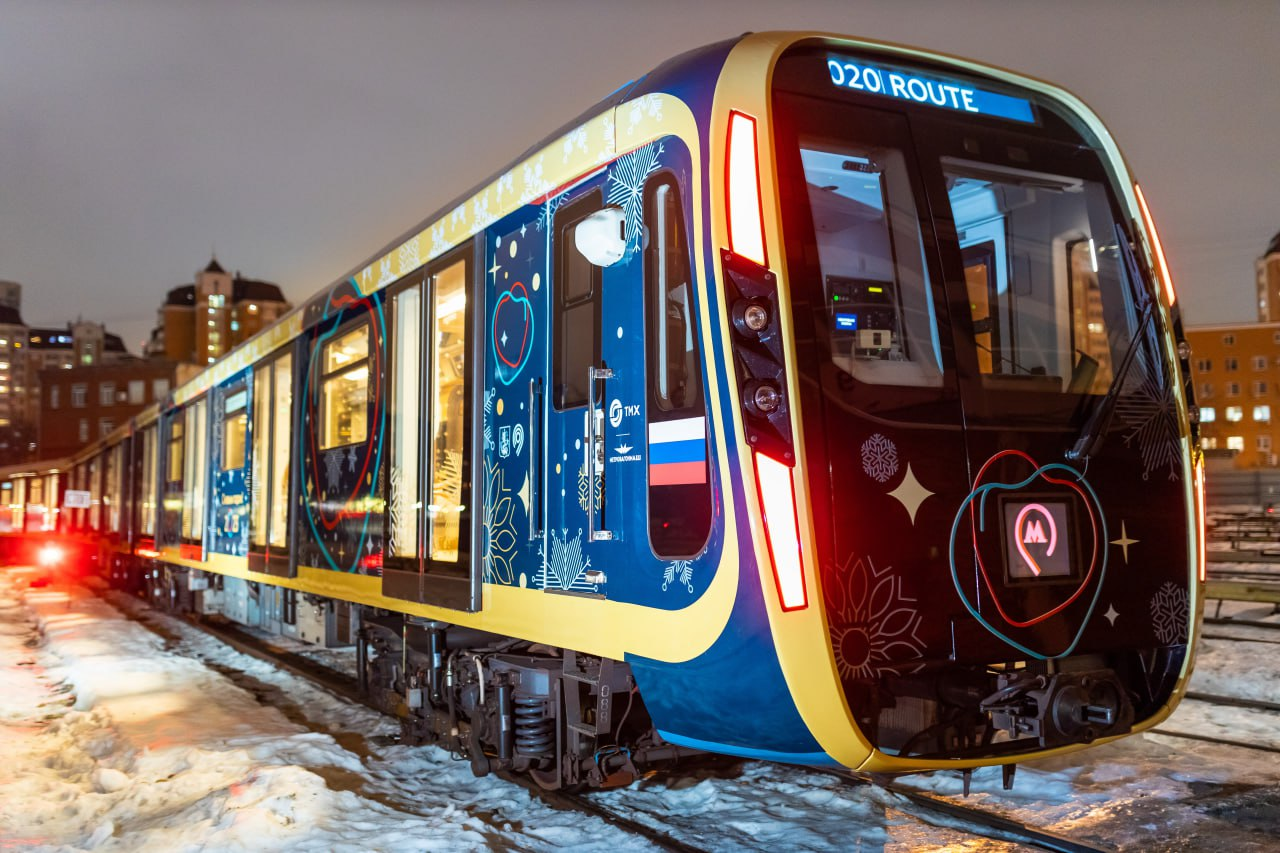
Новогодний поезд 2023 в тёмносине-золотистом оформлении на путях депо
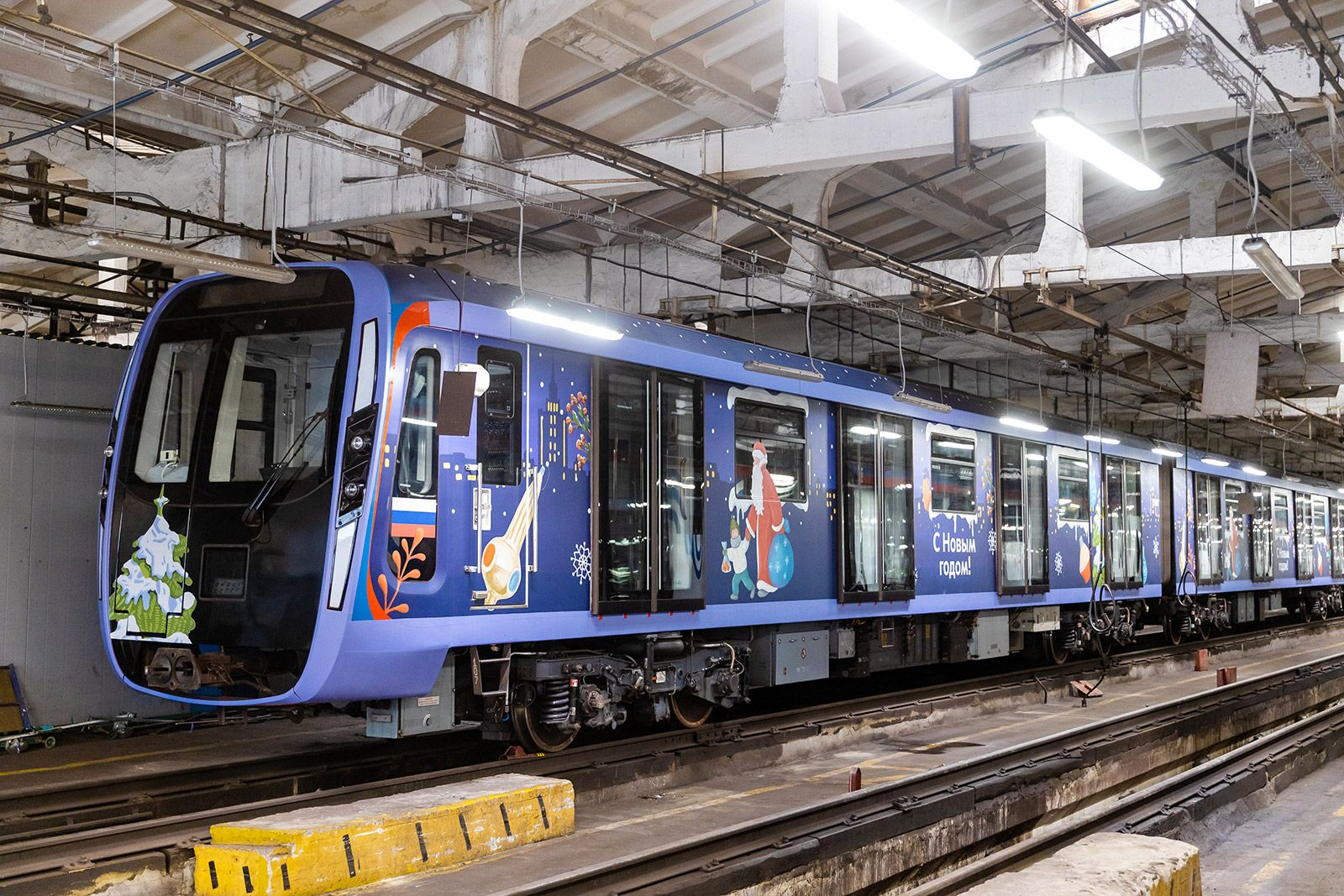
Новогодний поезд 2024 в фиолетовом оформлении в депо

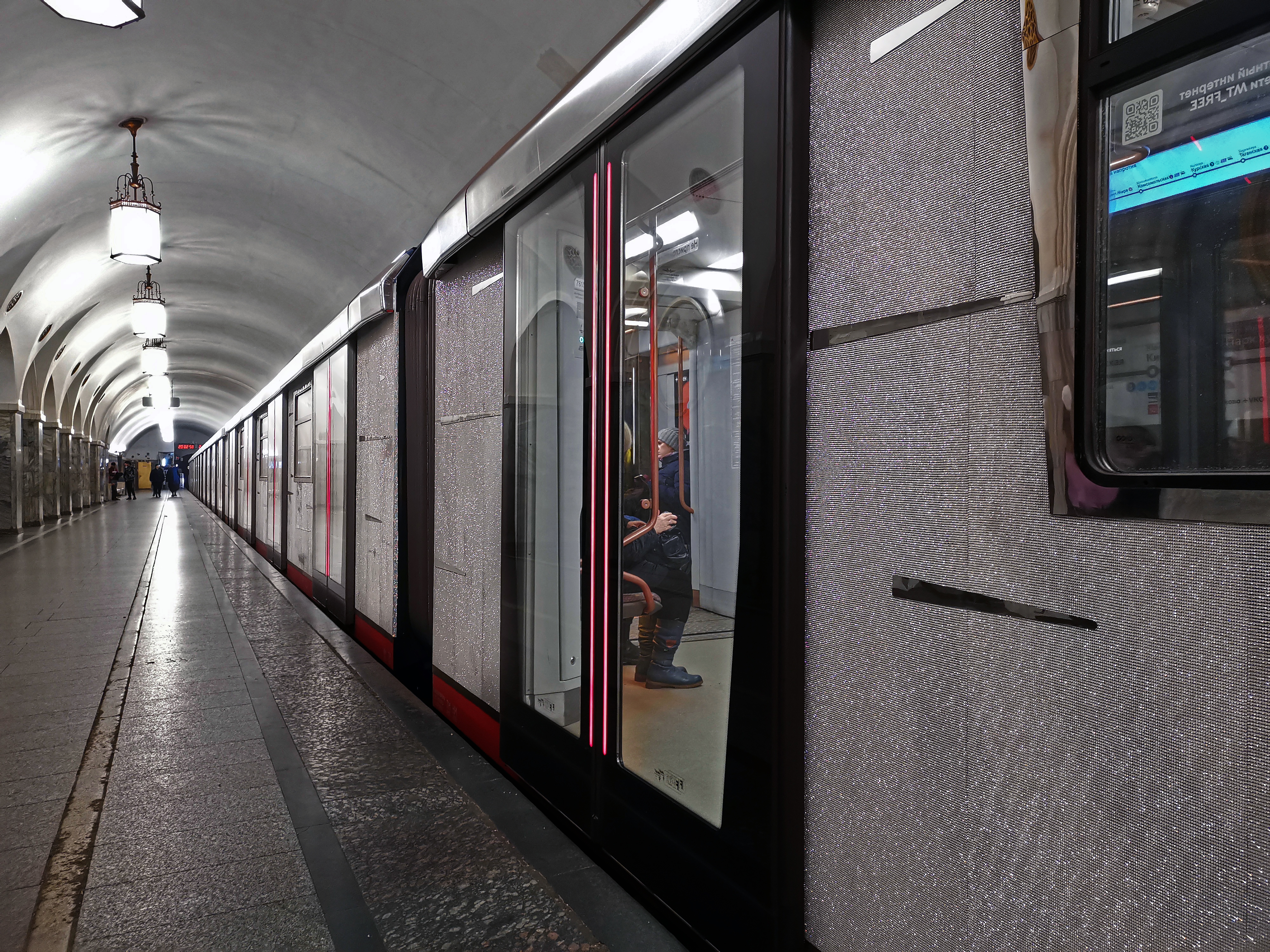
Боковые стены поезда с кристаллами
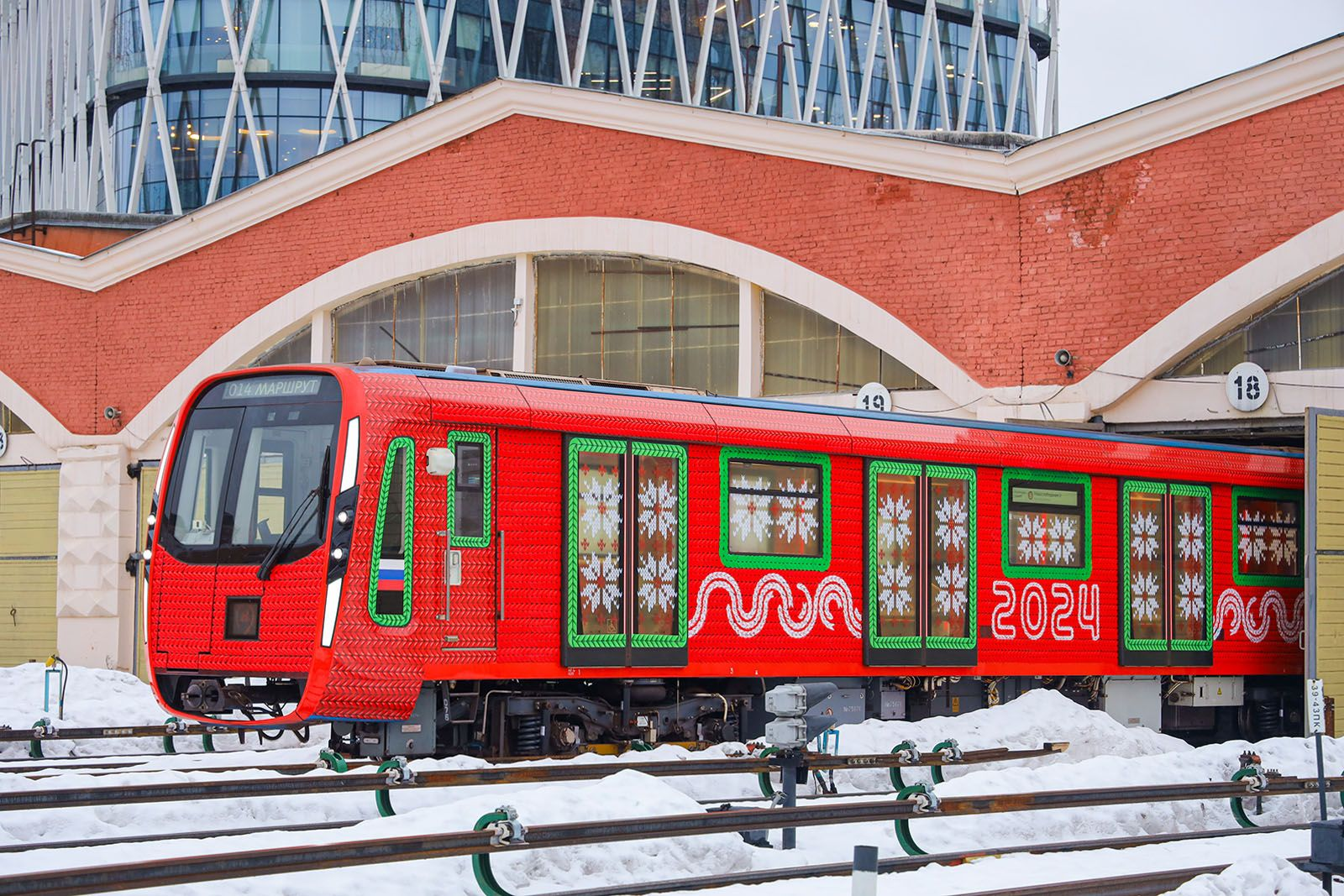
«Вязаный» новогодний поезд в 2024 году в красном оформлении на выезде из депо
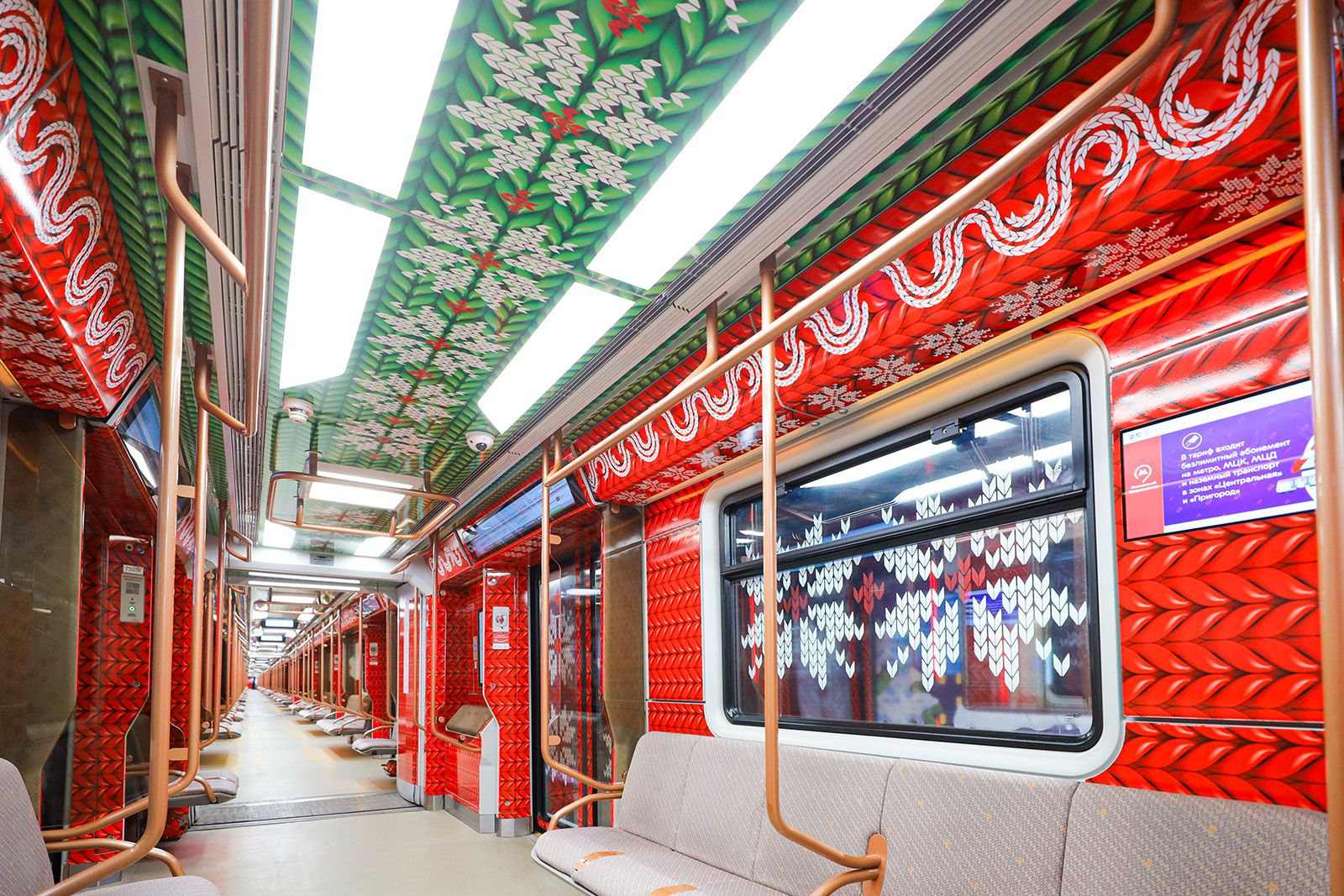
Интерьер «Вязаного поезда»

### БКЛ — сердце Московского метро
Поезд с головными вагонами № 75131—75132 был тематически оформлен в сентябре 2022 года к предстоящему полному открытию Большой кольцевой линии, однако до марта 2023 года простаивал в депо ТЧ-7 «Замоскворецкое». Он стал первой тематической «Москвой-2020», оформленной снаружи и изнутри. Обрамления кабины и боковых стен сверху и снизу вместо красного получили бирюзовый цвет, а боковые стены — тёмно-синий и были украшены артами «Два сердца столицы» в виде бирюзовых и красных контуров в форме сердца, разноцветными линиями метро и стилизованными зданиями, а также большими буквами «БКЛ» во всю высоту стенок (такие же буквы были нанесены на всех остальных поездах Большой кольцевой линии). Внутри над окнами вдоль пассажирских сидений были размещены постеры с названиями станций Большой кольцевой линии, а между окнами и дверными проёмами расклеена информация об оформлении и строительстве станций с их фотографиями; на стенках кабин машиниста головных вагонов в салоне также разместили арт «Два сердца столицы» на чёрном фоне. 1 марта 2023 года поезд принял участие в торжественной церемонии запуска кругового движения по всей Большой кольцевой линии. В мае 2023 года поезд был замыкающим в параде поездов, проводившемся на Большой кольцевой линии. После 18 сентября 2023 года оформление с поезда было снято и он был передан на Калужско-Рижскую линию.

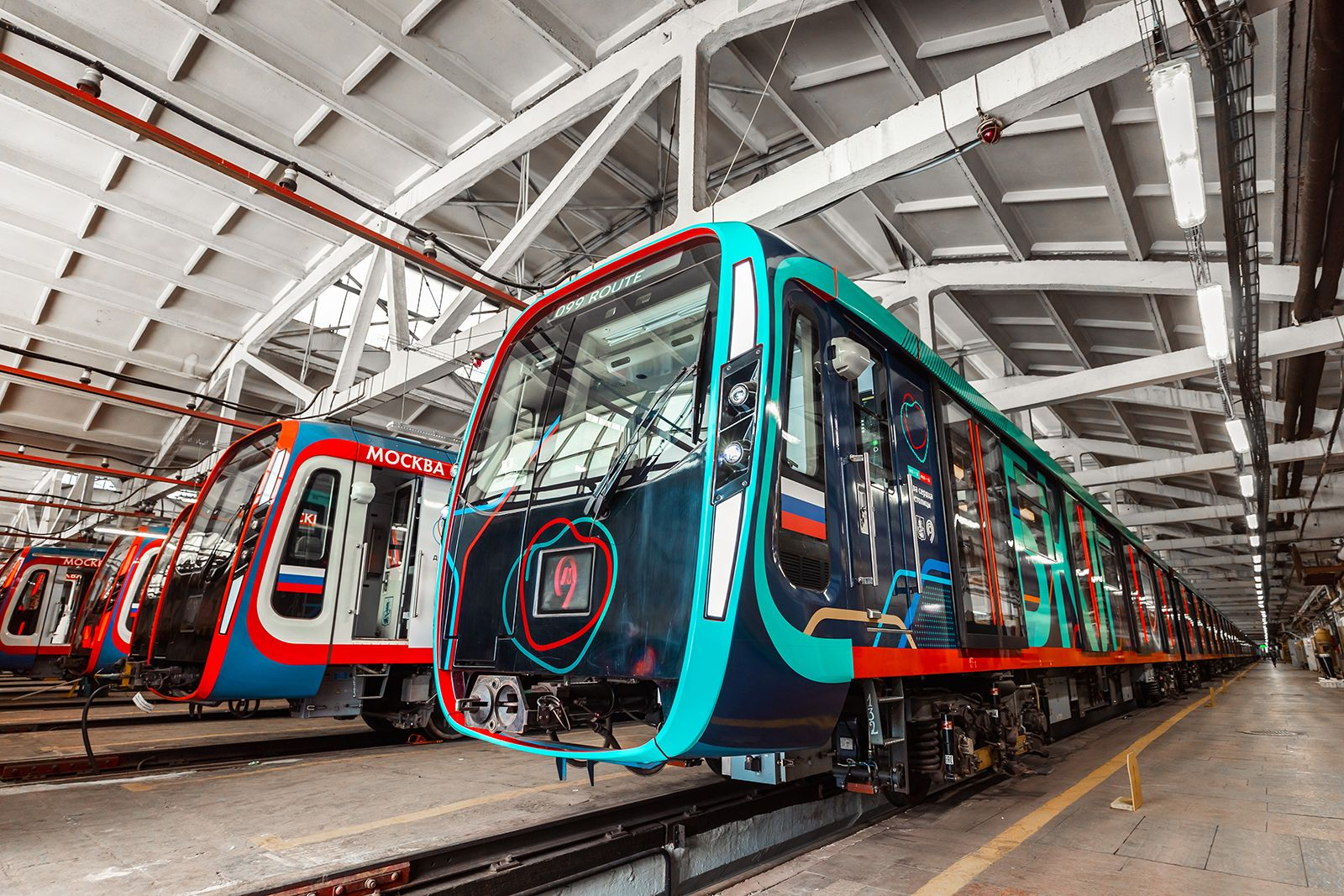
Поезда в депо
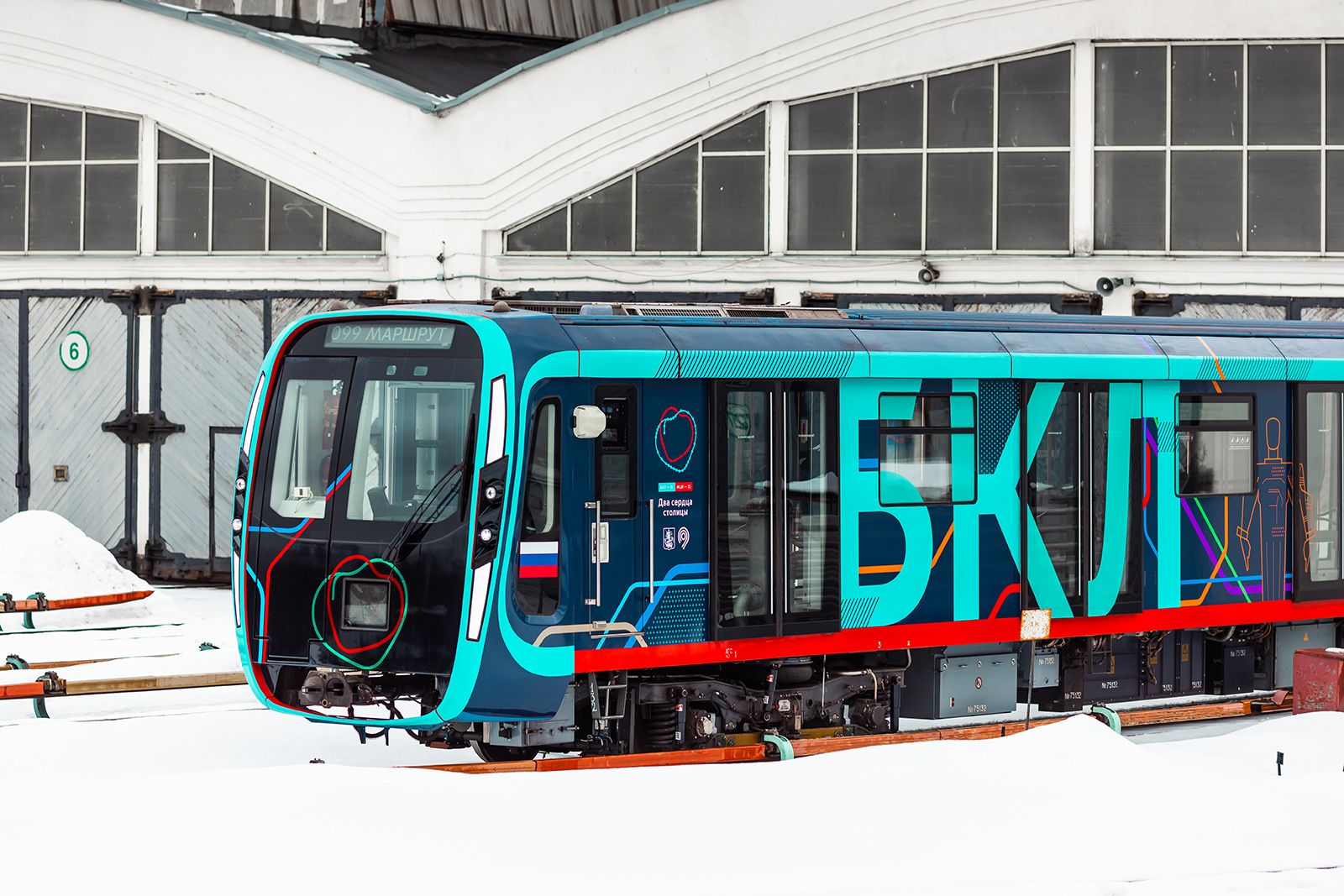
Головной вагон поезда на выезде из депо
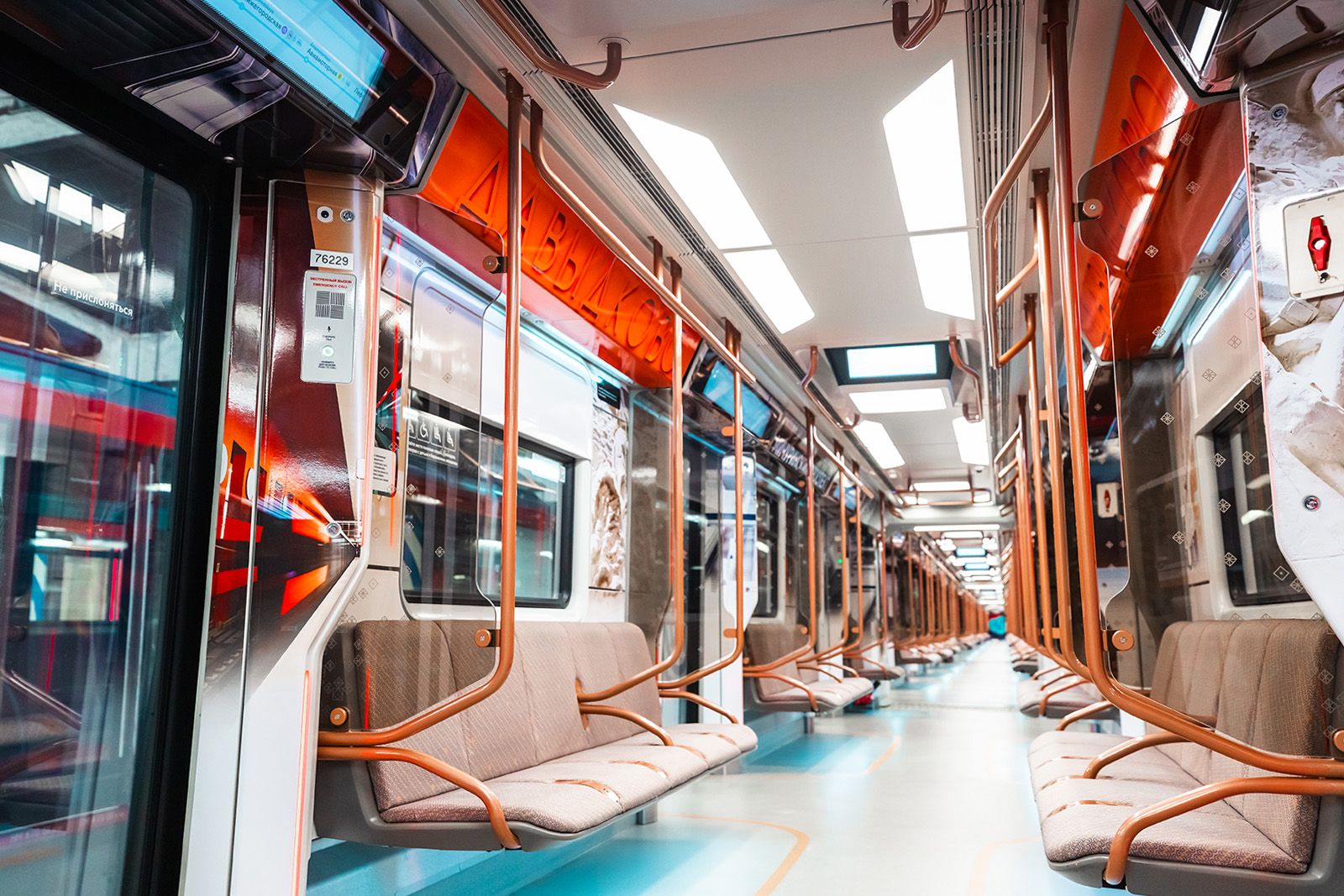
Интерьер поезда

## Награды и премии
20 ноября 2020 года поезд «Москва-2020» стал лауреатом Национальной премии за достижения в области транспорта и транспортной инфраструктуры «Формула движения». Проект поезда был зарегистрирован в качестве соискателя премии в номинации «Лучшее инновационное решение в сфере транспортной техники». Эта премия учреждена Общественным Советом министерства транспорта Российской Федерации и проводится с 2014 года. Из 43 претендентов в этот раз лауреатами стали 11.

## Происшествия
14 ноября 2023 года один из поездов «Москва-2020» при прохождении испытаний на площадке завода «Метровагонмаш» врезался в тупиковую призму, пробил её и сошёл с рельсов, пострадавших не было.